# История Ростока

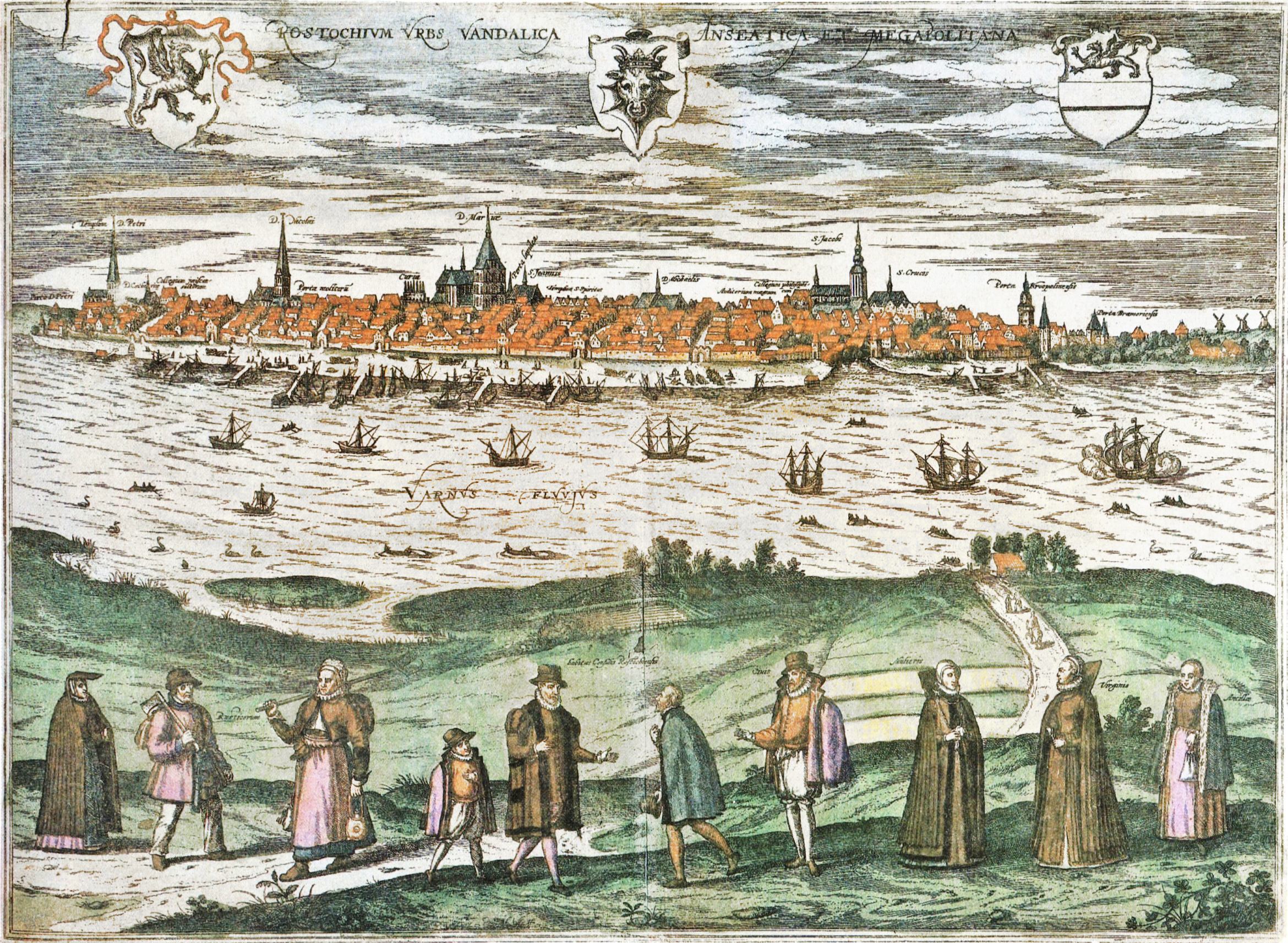
Вид на Росток с севера через реку Варнов: слева Старый город с церковью Святого Петра и церковью Святого Николая, в центре — средневековая церковь Святой Марии, на западе (справа) — Новый город с церковью Святого Якова. Раскрашенная гравюра Франца Хогенберга. 1597

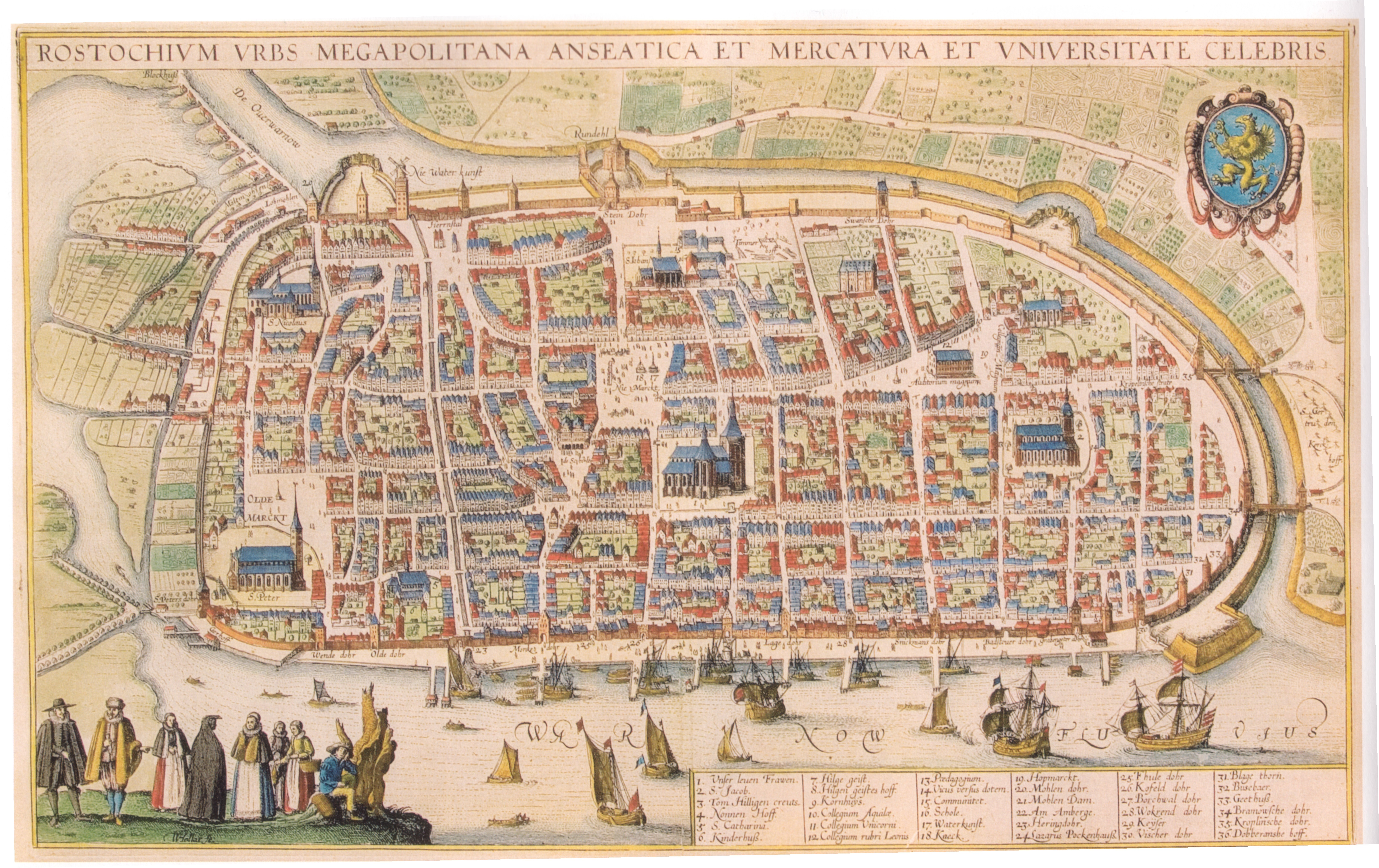
План города, вид с севера с высоты птичьего полёта: слева — Старый город с церковью Святого Петра, Старой Рыночной площадью (внизу) и церковью Святого Николая (вверху), ограниченный с востока рекой Варнов, а с запада — «рвом»; в центре — церковь Святой Марии, над ней — Новая Рыночная площадь, справа — церковь Святого Якоба на западе города. Внизу на севере протекает широкий Нижний Варнов, на котором построена городская гавань. Офорт Венцеля Холлара. 1624-25

На историю Ростока большое влияние оказало географическое положение города на реке Нижний Варнов вблизи его впадения в Балтийское море. Первое упоминание Rozstoc относится к 1165 году, когда у славян на этом месте уже имелась торговая площадь, входившая в межрегиональную сеть морской торговли. Начиная с конца XII века стало стремительно развиваться немецкое поселение, получившее права города в 1218 году по Любекскому праву. Вскоре уже существовало три города, объединившихся в один в 1265 году. Росток стал центром Ростокского княжества и к середине XIII века вступил в Ганзейский союз. В период процветания ганзейского города, достигшего своих вершин в XV веке, были построены представительные дома церковного и светского назначения в стиле кирпичной готики, а в 1419 году был основан Ростокский университет. Росток, город в Мекленбурге, так никогда и не добившийся статуса вольного города, в течение своей истории неоднократно служил предметом распрей мекленбургских герцогов, обусловленных противостоянием экономических интересов политическим и военным целям. В 1531 году городской совет Ростока официально ввёл Реформацию.
После заката Ганзы, Тридцатилетней войны и пожара 1677 года роль Ростока снизилась до уровня провинциального города, хотя город и сохранил за собой статус духовного и экономического центра Мекленбурга. Индустриализация пришла в Росток достаточно поздно. Во времена национал-социализма с середины 1930-х годов Росток и Варнемюнде превратились в центры оборонной промышленности, где разместились авиационные заводы Хейнкеля и Arado, что впоследствии сделало город главной мишенью для авиаударов. В ГДР Росток стал столицей округа и систематически отстраивался. После объединения Германии в 1990 году Росток с населением в более 200 тысяч человек, стал крупнейшим городом федеральной земли Мекленбург — Передняя Померания.

## Средние века

### Доисторический период

Росток во времена хижан

В доисторический период до середины первого тысячелетия нашей эры на территории Мекленбурга расселялись германцы. В ходе переселения народов начиная с VI—VII веков на юг балтийского региона переместились славянские племена, у Нижнего Варнова поселились хижане. На правом берегу Варнова, между современными городскими районами Дирков и Гельсдорф согласно результатам археологических раскопок в VIII веке располагались ремесленные и торговые площади. Помимо многочисленных ремесленных изделий были обнаружены остатки срубов и плетёных домов, достигавшие в длину и ширину 8 м. Предметы происхождением из Скандинавии, Франконии и Айфеля свидетельствуют о том, что посёлок в Диркове был значительным межрегиональным центром торговли (в том числе и морской).

### Крепость славянских князей и Генрих Лев
Не позднее XII века в низинах правого берега Варнова появилась крепость хижанских князей, принадлежавших к племени лютичей, и посёлок-рынок, предшественник города. В источниках XIII века эта ремесленная и торговая площадка именовалась «Вендской губой» (Wendische Wik).
Предположительно самое раннее упоминание Ростока можно обнаружить в исландской «Саге о потомках Кнута», где сообщается о прибытии Кнуда Великого (994/995-1035) в Raudstokk, что также могло означать и устье Одера. Первым однозначным свидетельством считается хроника Gesta Danorum датчанина Саксона Грамматика (ок. 1200). Другие ранние хроники — Славянская хроника Гельмольда из Босау (ок. 1170) и Арнольда Любекского (ок 1210).
Саксон Грамматик сообщает о том, как в 1160 году погиб бодричский князь Никлот, обороняя от саксонского герцога Генриха Льва крепость Верле на юге от Ростока. Сыновья Никлота Прибислав и Вертислав были на время изгнаны с бодричских земель. В следующем году союзник саксов датский король Вальдемар I разгромил крепость славянских князей в Ростоке (urbs roztoc).
В 1167 году Прибислав подчинился Генриху Льву, после чего ему была возвращена в качестве лена большая часть Западного Мекленбурга, исключая Шверинское графство. Так ему удалось вернуть себе власть над значительной частью владений своего отца, где к 1170 году он отстроил заново крепости Мекленбург, Илов и Росток. Постепенно стало возрастать значение Ростока как второго центра Мекленбурга после близлежащей крепости Кессин. После совместного паломничества Генриха Льва и Прибислава в 1172 году в Иерусалим Генрих Лев выдал одну из своих дочерей замуж за сына Прибислава Борвина I (1178—1227). Прибислав правил очень дальновидно, но впоследствии между его сыном Борвином I и сыном Вертислава Николаем вспыхнул конфликт, почти вылившийся в открытые военные действия. На одной из печатей того времени Николай, князь Ростока (nicolaus de roztoc), изображён в облике конного воина с мечом в руке.

### Немецкий посёлок и становление города

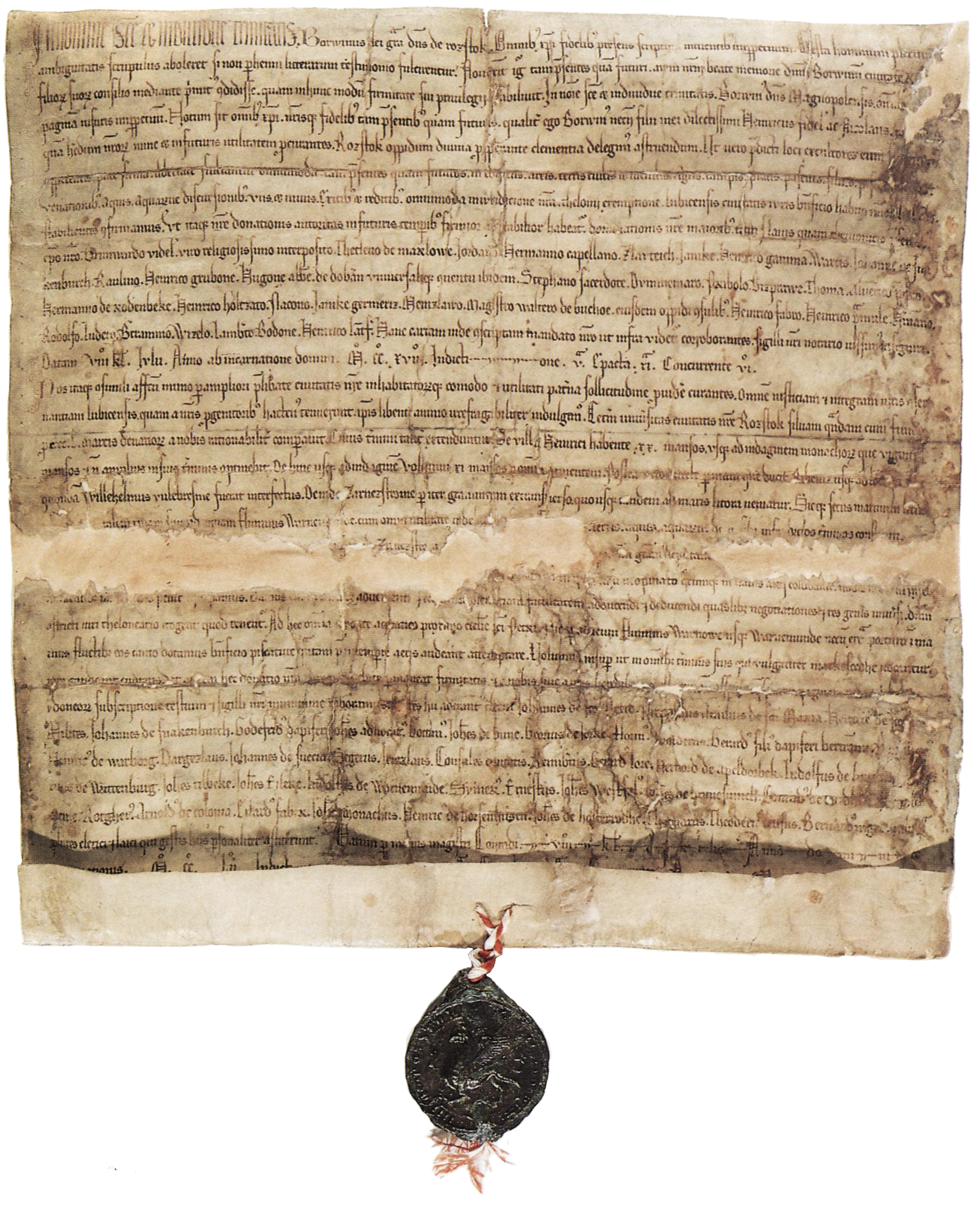
Грамота о предоставлении Ростоку любекских городских прав. 1218

После разорения княжеской крепости Росток в 1160—1161 годах крепость и ремесленническая бухта были отстроены заново на правом берегу Варнова. Но ремесленники и торговцы, как славяне, так и родом из Гольштейна, Саксонии, Вестфалии и Дании, ещё в XII веке обосновались на левом, высоком берегу Варнова. Этот посёлок на холме и возведённые позднее церковь Святого Петра и Старая Рыночная площадь стали исходной точкой в становлении Ростока как города. Первое письменное упоминание Ростока относится к 1189 году, когда Николай освободил монахов из основанного в 1186 году Доберанского монастыря от уплаты таможенных сборов на ростокском рынке. Упоминание церкви Святого Климента, где служил проповедником немец, указывает на христианизацию посёлка.
После получения Ростоком статуса города по Любекскому праву от Генриха Борвина I 24 июня 1218 года посёлок увеличил свои размеры на юг, где центральное место заняла церковь Святого Николая. В 1232 году впервые упоминается церковь Святой Марии как приходская церковь самостоятельного посёлка, который с запада, со стороны притока Варнова, называемого «рвом» (Grube), примыкал к Старому городу и имел собственную рыночную площадь и ратушу. После расширения на запад через «Гнилой ров» (Faule Grube), ставший естественной границей, в 1252 году появился Новый город, четвёртый самостоятельный посёлок, в центре которого находилась церковь Святого Якова. В 1262—1265 годах отдельные поселения объединились. Центральная часть стала административным центром города, в котором размещались городской совет и суд и где по образцу Любекской была построена Ростокская ратуша.

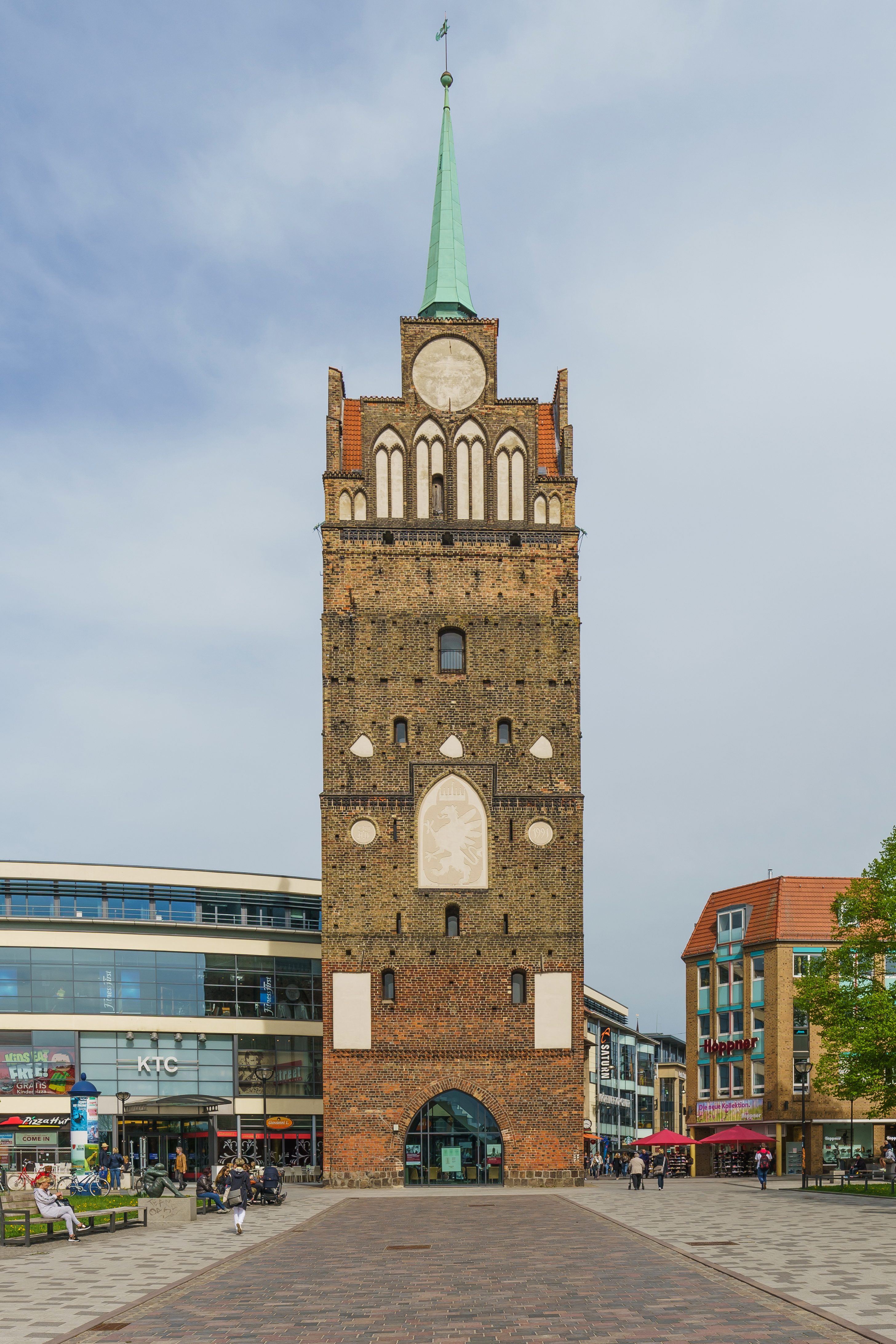
Крёпелинские ворота у западного входа в город

В то время, когда Вендская губа переживала упадок, а князь Николай в 1286 году продал городу свои владения на правом берегу Варнова и там на месте крепости заработало кирпичное производство, на левом берегу Варнова городская территория увеличивалась к середине XIII века столь стремительно, что её дальнейшего расширения не потребовалось до самого начала XIX века. Не смогли остановить этот подъём и два городских пожара 1250 и 1265 годов. Позиции Ростока укреплялись благодаря приобретению прав, например, на вылов рыбы на Нижнем Варнове, и покупке огромного лесного массива Ростокская Пустошь, который обеспечивал высокие потребности в древесине и использовался для нужд свиноводства.
Росток одновременно развивался как центр Ростокского княжества. Amberg и Burgwall («крепостной вал»), встречающиеся в названиях улиц, прилегающих к церкви Святого Петра, свидетельствуют о том, что в городе закладывались княжеские дворы. Власть датчан в Мекленбурге, завоёванная в 1214 году королём Вальдемаром II у императора Фридриха II, закончилась после битвы при Борнхёведе в 1227 году и смерти Генриха Борвина II. В 1229 году в результате раздела основных мекленбургских земель между его сыновьями к власти в Ростокском княжестве пришёл Генрих Борвин III.
Стремительный подъём Ростока, превратившегося в один из крупнейших городов Мекленбурга, закончился в XIII веке с угасанием рода ростокских князей, в это же время в период междуцарствия 1254—1273 годов до предела ослабела королевская власть в Священной Римской империи. Наместник императора терял своё влияние в пользу городского совета, в закрытый состав которого входили представители состоятельных купеческих родов. С 1289 года в Ростоке существует пост бургомистра.
Одновременно со сносом в Ростоке и его окрестностях стен княжеских крепостей в городе была возведена каменная городская стена высотой в семь метров и шириной до одного метра, заключившая внутри себя площадь приблизительно в один квадратный километр. По необходимости на высоте трёх метров сооружались деревянные оборонительные ходы. В укрепление города входило 22 городских ворот, из которых до настоящего времени сохранились Каменные, Крёпелинские, Монашьи и Коровьи ворота. Оценить значение морской торговли для Ростока можно по тому, что больше половины городских ворот Ростока вели к Нижнему Варнову.

### Ганзейский город

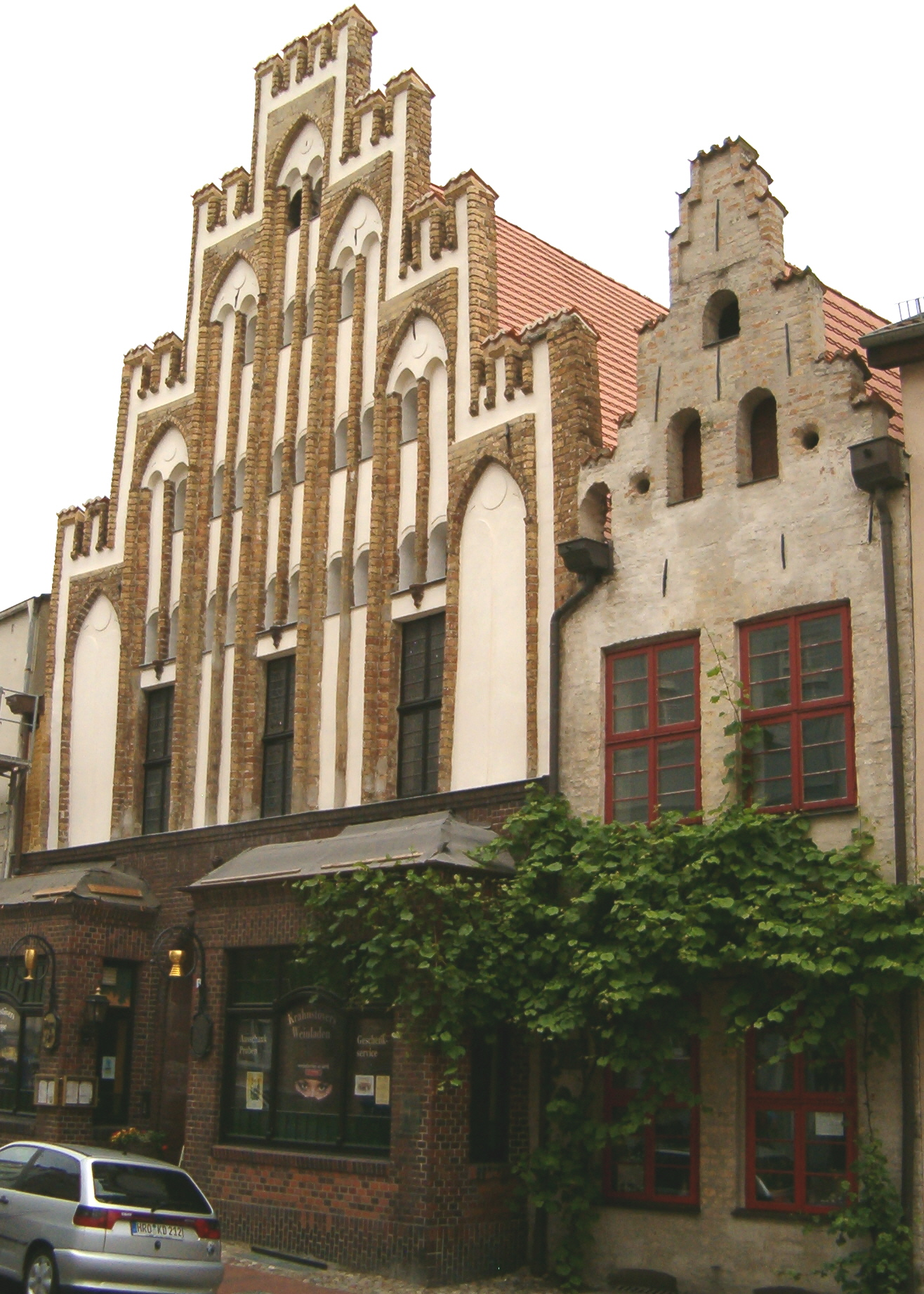
Дом Кранштёфер (слева) на Большой Водной улице был построен в начале XIV века как пивоварня и жилой дом и является одним из самых древних фронтонных зданий Ростока

С приобретением городом морского порта в Варнемюнде в 1264 году и Хундсбурга в современном районе Шмарль в 1278 году Росток наконец-то получил свободный доступ к находящемуся на удалении 12 км Балтийскому морю. Уже в 1251 году датский король Абель предоставил Ростоку торговые привилегии, равные тем, что до этого получил Любек, и ещё до того, как три посёлка объединились в один город, в 1259 году Росток заключил союз с главами городов Любек и Висмар. Ростокский мир 1283 года, заключённый между Любеком, Висмаром, Ростоком, Штральзундом, Грейфсвальдом, Деммином и Анкламом против таких правителей, как маркграфы Бранденбурга, положил начало вендскому отделению Ганзы.
В 1323 году увенчались успехом планы полного приобретения городка (oppidum) Варнемюнде. В 1325 году город получил от Генриха II право чеканить монеты и на время вступил в члены Вендского монетного союза. В 1358 году Росток также обзавёлся собственным судом. Росток находился в одном шаге от обретения статуса вольного города, но этот шаг ему так никогда и не довелось сделать. Ганзейский город находился на пике своей автономии и в периоде как экономического, так и культурного расцвета, тем более что внутригородские противоречия 1314—1408 годов утихли, а правившие в то время мекленбургские герцоги способствовали развитию города. Росток, в котором к 1410 году проживало около 14 тысяч человек, уступал по численности населения в Северной Германии только Любеку, Гамбургу и Бремену.

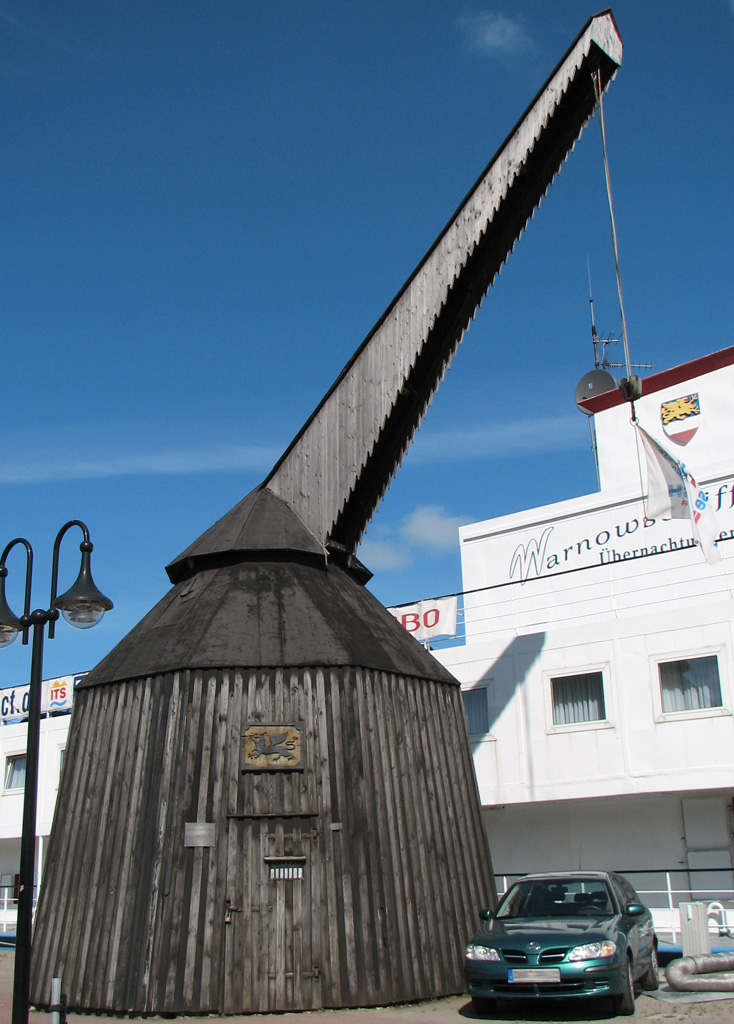
Точная копия ходового колеса эпохи Ганзы в Ростокском городском порту

Особую роль в ганзейской торговле Ростока играли ганзейские купцы, ездившие в Ригу, а также торговля атлантической сельдью со Сконе, где у Ростока был собственный филиал по обработке рыбы. В торговле с Норвегией ростокцы в отличие от любекцев концентрировались не на Бергене, а на контроле своих филиалов в Осло и Тёнсберге. Помимо этого большую роль играли поездки на Готланд в Висбю, отношения с ганзейской конторой в Брюгге, лондонским Стальным двором и Новгородской конторой были менее тесными. Единственным продуктом, который экспортировался Ростоком в существенных объёмах, было пиво.
Росток активно участвовал во всех значимых делах Ганзы, например, в первой и второй войнах с Данией. Но иногда город действовал против политики Ганзы, как, например, после 1376 года, когда, соблюдая верность, Росток вместе с Висмаром против мекленбургских герцогов поддерживал виталийских братьев в Каперской войне против Дании. В 1390 году оба мекленбургских ганзейских города даже открыли свои порты для «всех, кто хочет нанести вред Датскому королевству». В 1393 году ростокские и висмарские братья, очевидно, под руководством мекленбургского дворянства, не побоялись даже напасть на норвежский Берген, но при этом пощадили там ганзейскую контору.
Среди вендских городов, составлявших ядро Ганзы, Росток вместе с Штральзундом занимал значительное место после Любека. Часто съезды Ганзы проводились на Варнове, а ростокский городской совет нередко выполнял важные дипломатические миссии для Ганзы. Особые заслуги имел в этом вопросе Арнольд Крёпелин (ум. 1394), проработавший долгие годы бургомистром Ростока. Несмотря на то, что Росток часто был вынужден лавировать между интересами Ганзы и мекленбургских князей, город занимал ведущую роль в Ганзейском союзе вплоть до его последнего съезда в 1669 году.

### Кризисы, конфликты и волнения
С конца XIII века социальное расслоение ввергло город в пучину кризисов и борьбы за власть между патрицианскими родами и остальными слоями городского населения. В XV и XVI веках волнения возобновились и прошли восстания против городского совета, в ходе которых выдвигались требования предоставления гражданских прав и усиление влияния ремесленничества на состав городского совета. Первая печатная городская хроника Петера Линденберга сообщает о шести крупных волнениях. Слабость ростокских правителей подогрела интерес соседей к процветающему городу.

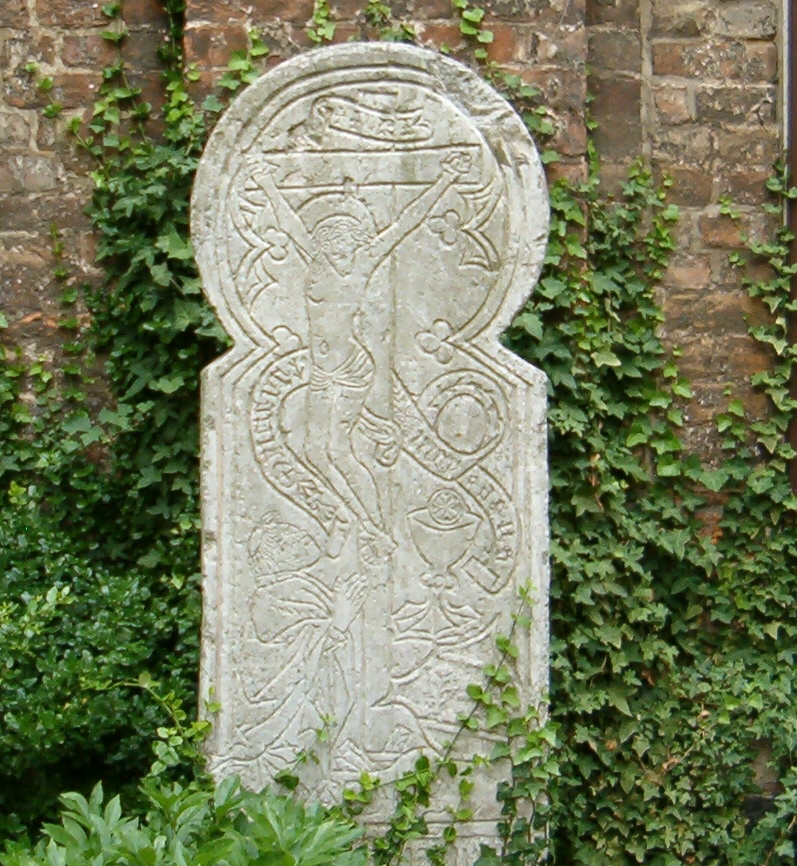
Камень в память Томаса Роде (ныне в монастыре Святого Креста)

Первые внутригородские столкновения, приведшие к низложению действующих членов городского совета и замене их другим составом из того же круга семей, произошли в 1286-87 годах. Более серьёзными оказались последствия восстаний городского населения против городского совета в 1298—1314 годах. Город пострадал от военных действий последнего правителя Ростока Николая, прозванного «Дитя», боровшегося против маркграфов Бранденбурга и других князей, так что восставшее городское население изгнало нескольких членов городского совета. Николай посчитал себя вынужденным отдать свои земли под защиту и в ленное владение королю Дании Эрику. Город оказал отпор королю, попытавшемуся проверить свою власть, присвоив себе право закрывать путь к Балтийскому морю. Ростокцы взяли штурмом двухбашенные укрепления в Варнемюнде, сожгли их и возвели свою башню, разобрав для этого на камни башню церкви Святого Петра. Эта башня пала в 1312 году после длительной осады. Когда городской совет уже был готов капитулировать, восстание подняли ремесленники. Несколько членов городского совета были убиты, другие сожжены. В этой ситуации Генриху II, «Мекленбургскому Льву», удалось овладеть Ростоком в 1314 году. В том же году умер Николай Дитя, и Ростокское княжество в качестве датского лена отошло Генриху. После смерти короля Эрика и маркграфа Вальдемара Бранденбургского он и его сын Альбрехт II постепенно восстановили единство мекленбургских земель и способствовали развитию их главного города — Ростока.
После следующих восстаний 1408-16 и 1427-39 годов в 1487—1491 годах происходили события, получившие название «Ростокская соборная распря». Поводом для неё стало возведение коллегиатского монастыря при церкви Святого Якова, называвшегося в обиходе «собором», с помощью которого герцог Магнус II стремился обеспечить финансирование университета и свои властные позиции в городе. В день освящения монастыря 12 января 1487 года только что назначенный коллегиатский пастор Томас Роде был жестоко убит на улице, а присутствовавшие князья были вынуждены бежать из города. Лишь в 1491 году поднятое ремесленниками восстание завершилось казнью его зачинщика Ганса Рунге и ещё троих повстанцев.

### Университет и науки

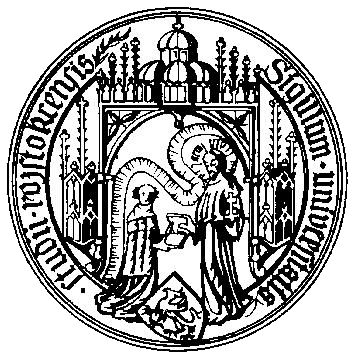
Герб Ростокского университета

Значение Ростока нашло своё отражение в учреждении в 1419 году Ростокского университета — самого старого университета Северной Европы. Тем самым Росток добился для себя ведущей роли как центра науки во всём ганзейском регионе, которую он играл на протяжении двух столетий. И ростокские правители Иоганн IV и Генрих IV, испрашивавшие вместе с князем-епископом шверинским разрешение на учреждение университета у папы Мартина V, и городской совет, предоставивший финансовую поддержку, преследовали учреждением университета общую цель — укрепить собственную власть, но были вынуждены помогать друг другу. По обычаям тех времён сначала были созданы только артистический, юридический и медицинский факультеты. В 1433 году к ним присоединился теологический факультет, самый престижный из классической четвёрки факультетов. После того, как Росток попал в опалу под папский интердикт, университет в 1437—1442 годах переехал в Грейфсвальд, где в 1456 году был официально создан собственный Грейфсвальдский университет. Напряжение, возникавшее между правителями Ростока и университетом, привело к тому, что университет ещё дважды покидал город: в 1487 году он перемещался в Висмар и Любек, а в 1760 году — в Бютцов.
В 1476 году братьями общей жизни была основана первая в Ростоке книгопечатная мастерская при монастыре Святого Михаила. Расцвет печатного дела наступил при Людвиге Дице, который в 1518 году издал «Корабль дураков» Себастьяна Бранта на нижненемецком языке.
При всех четырёх приходских церквях работали школы, самой значимой из которых была латинская школа при церкви Святой Марии. С 1260 года в Ростоке работала аптека. В 1379 году церковь Святой Марии обзавелась астрономическими часами, механизм которых работает и по сей день.

### Церкви и монастыри

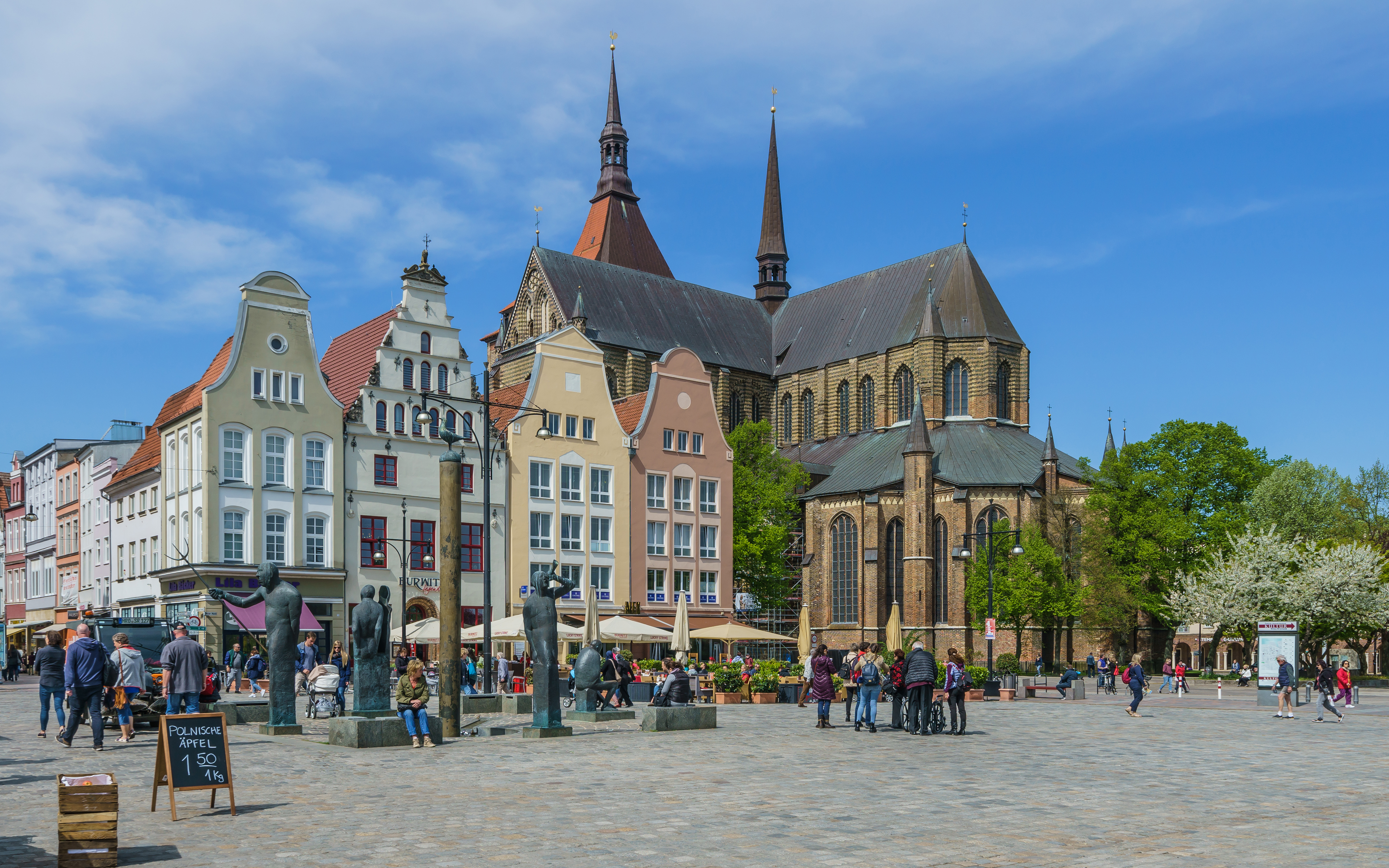
Церковь Святой Марии стала главной городской церковью Ростока и шедевром кирпичной готики

Расположенная в центральной части города церковь Святой Марии стала главной городской церковью, тем не менее находившейся под патронатом правителя. Епископ, в чьём ведении находился Росток, находился в Шверинском епископстве. Помимо четырёх приходских церквей существовало несколько монастырей. В 1240 и 1256 годах в город прибыли нищенствующие ордены францисканцев и доминиканцев, построившие монастырь Святой Екатерины и монастырь Святого Иоанна. В 1283 году в цистерцианском монастыре Святого Креста умерла королева Дании Маргарита Самборская, которая, как считается, его основала. Кроме того, как монастыри были основаны госпитали Святого Креста и госпиталь Святого Георгия. И монастыри, и госпитали имели обширные земельные владения в несколько деревень в окрестностях.
В XIV—XV веках добавились так называемый загородный монастырь Святого Михаила Братства общей жизни, госпиталь Святой Гертруды у Крёпелинских ворот и несколько других монастырей.
В небольшом количестве в Ростоке начиная со второй половины XIII века проживали евреи. Во времена Чёрной смерти около 1350 года они были изгнаны из города по обвинению в отравлении источников воды.

## Раннее Новое время

### Реформация

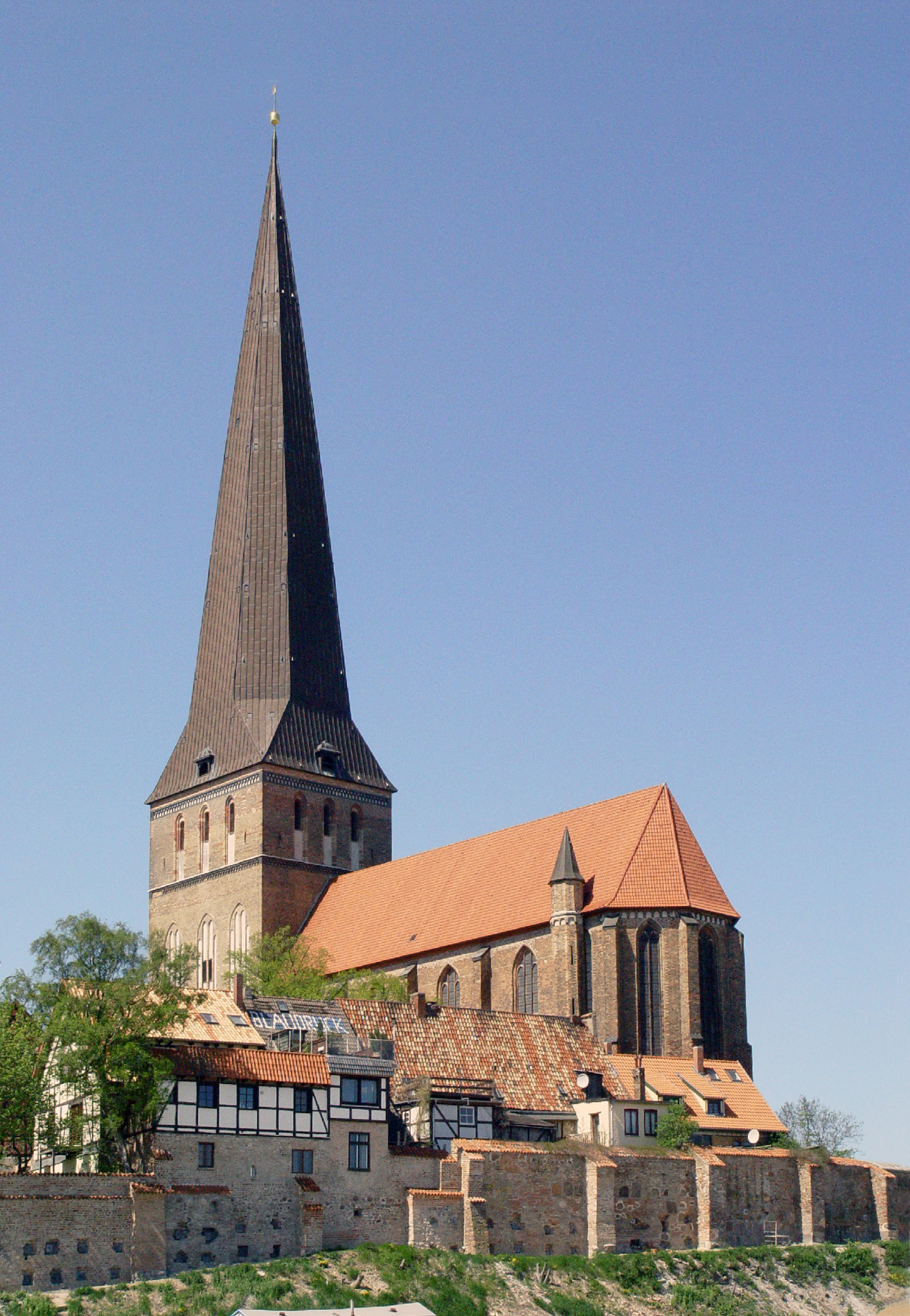
Реформация распространилась от церкви Святого Петра, где служил Иоахим Слютер

Реформация в Ростоке распространилась от церкви Святого Петра в бедной восточной части Старого города, где с 1523 года капелланом служил Иоахим Слютер. Отсюда учение Мартина Лютера распространялось достаточно медленно, потому что католической церкви с городским советом, университетом, коллегиатским монастырём Святого Якова, доминиканским монастырём Святого Иоанна и герцогом Мекленбург-Гюстрова Альбрехтом VII удалось организовать серьёзное сопротивление. Однако Слютер получил поддержку власть предержащих от брата Альбрехта Генриха V, герцога Мекленбург-Шверина. Слютер проповедовал на нижненемецком языке и пользовался такой популярностью, что ему приходилось вести службы под открытым небом, поскольку церковные помещения не вмещали всех желающих его услышать. Псалтирь, изданная в 1525 году Людвигом Дицем, также была составлена на нижненемецком языке. Успеху Реформации в Ростоке в решающей степени способствовали также синдик и профессор университета Иоганн Ольдендорп, а также Ульрих фон Гуттен, проживший некоторое время в городе.
Внезапно в апреле 1531 года городской совет поменял своё мнение и объявил реформационное учение обязательным в четырёх основных приходских церквях. Спустя год умер Слютер. Его ранняя смерть вызвала подозрения, что Слютер был убит папистами. По уставу городского совета университет и монастыри Святого Креста, Святого Иоанна и картезианский монастырь в Мариенээ остались верны старому учению. Лишь в июне 1549 года на Штернбергском ландтаге Иоганн Альбрехт I провёл лютеранское вероисповедание обязательным для всех сословий и в 1552 году распустил почти все монастыри в Мекленбурге. В Ростоке долгое время сопротивление Реформации оказывал женский монастырь Святого Креста, пока не был преобразован в женский монастырь для высших слоёв городского населения. Картезианский монастырь в Мариенээ был насильно расформирован в 1552 году.
Распущенная в 1534 году школа братства общей жизни при монастыре Святого Михаила годом позже получила разрешение на восстановление в лютеранской вере. В 1580 году в помещениях монастыря Святого Иоанна открылась Большая городская школа, достигшая своего расцвета при Натане Хитреусе.

### Конфликты в связи с городским представительством

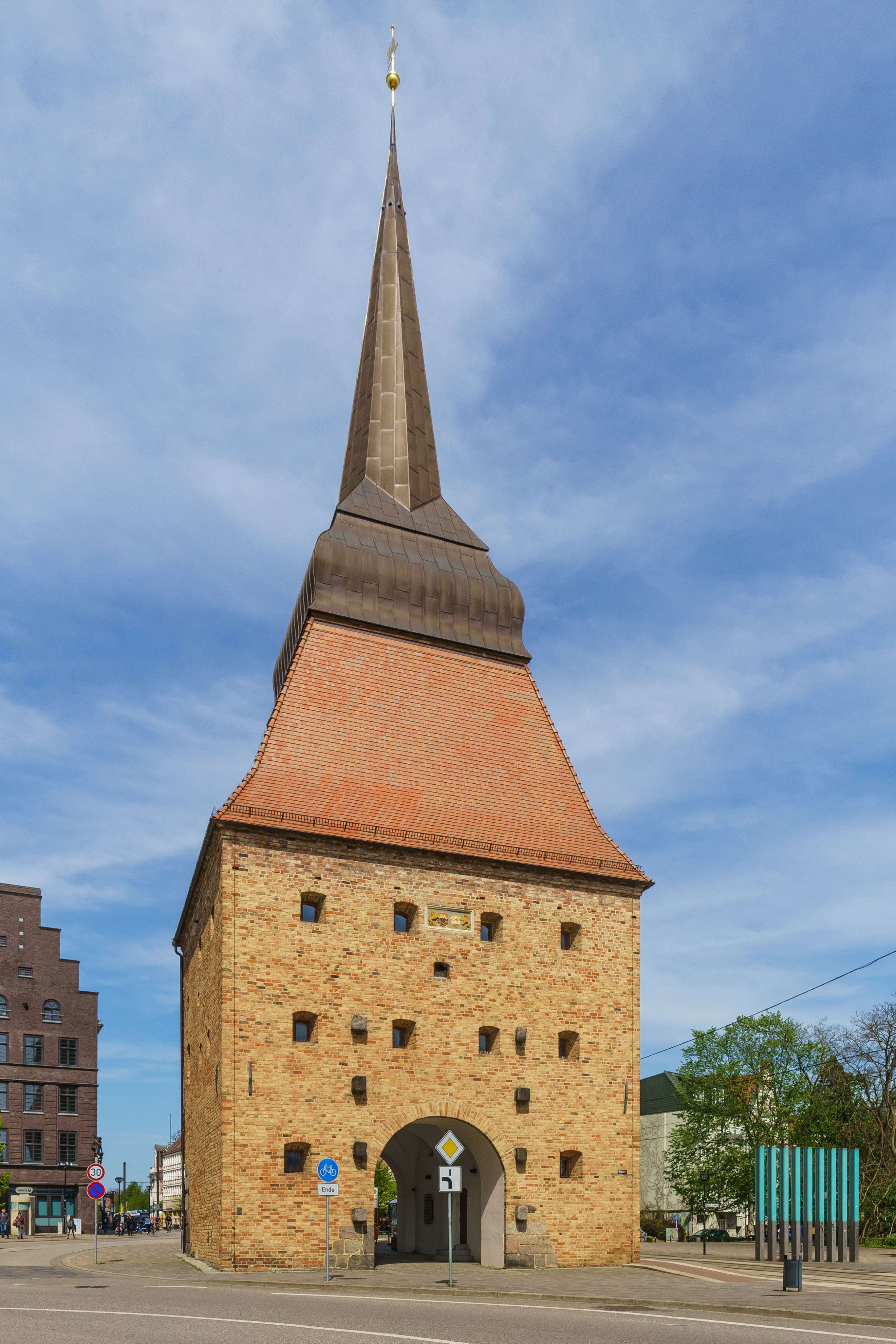
Готические Каменные ворота, разрушенные в 1566 году мекленбургскими герцогами, были восстановлены в 1574-77 годах в стиле ренессанса

Во время Графской распри 1534 года в нескольких ганзейских городах, в том числе и Ростоке, вновь начались беспорядки. Как и в 1427-28 годах, оппозиция городского совета учредила гражданский совет из 64 купцов и ремесленников, который городской совет был вынужден признать. Когда война 1535 года против Дании обернулась поражением, старые отношения были восстановлены без существенного сопротивления, но в будущем городской совет был вынужден совещаться по всем спорным вопросам с комитетами граждан. Отношения города с мекленбургскими герцогами были подпорчены ещё во времена Графской распри, поскольку амбиции Альбрехта VII заполучить датскую корону были развеяны поражением, но ввергли страну в долги. Уже в 1523 году сословия сплотились и осознанно выступили против герцогов. При этом Росток как самый сильный в финансовом плане город в герцогстве, имевший крупные земельные владения в округе, занял ведущую роль в сословном союзе. Предметом споров между городом и правителями Мекленбурга особенно часто становился Ростокский университет.
В 1562-65 годах совет шестидесяти получил равные права с городским советом и выдвинул новые требования, касающиеся гражданских прав. 28 октября 1565 года поддерживавший городской совет Иоганн Альбрехт I с войсками вошёл в Росток в ответ на отказ принести ему формальную клятву верности. Он распустил совет шестидесяти и уничтожил письма с гражданскими требованиями. В начале 1566 года в город вступил и его брат Ульрих, ранее поддерживавший совет шестидесяти. Оба правителя объединились, снесли Каменные ворота и южную часть городской стены и возвели у города крепость. Тлевший конфликт между городом и правителями Мекленбурга разрешился лишь с принятием Ростокских договоров наследования 1573 и 1584 годов. Росток признал верховенство герцогов по вопросам судопроизводства и налогообложения. Так потерпели окончательное крушение стремления Ростока обрести имперский статус, но Каменные ворота были восстановлены, а герцогская крепость снесена.
В 1583-84 годах наряду с городским советом, по-прежнему состоявшим из патрициев, возник новый гражданский комитет, «Коллегия сотни мужей», состоявший из 40 пивоваров, 20 купцов и 40 ремесленников. Главным органом Сотни мужей с конца XVI века был Совет шестнадцати. После нескольких столетий, наполненных конфликтами, Коллегии сотни мужей удалось установить прочный мир в городе. Правителям Мекленбурга уже не удалось посеять рознь между городским советом и коллегией, несмотря на то, что в их совместной работе не обходилось без напряжённости.

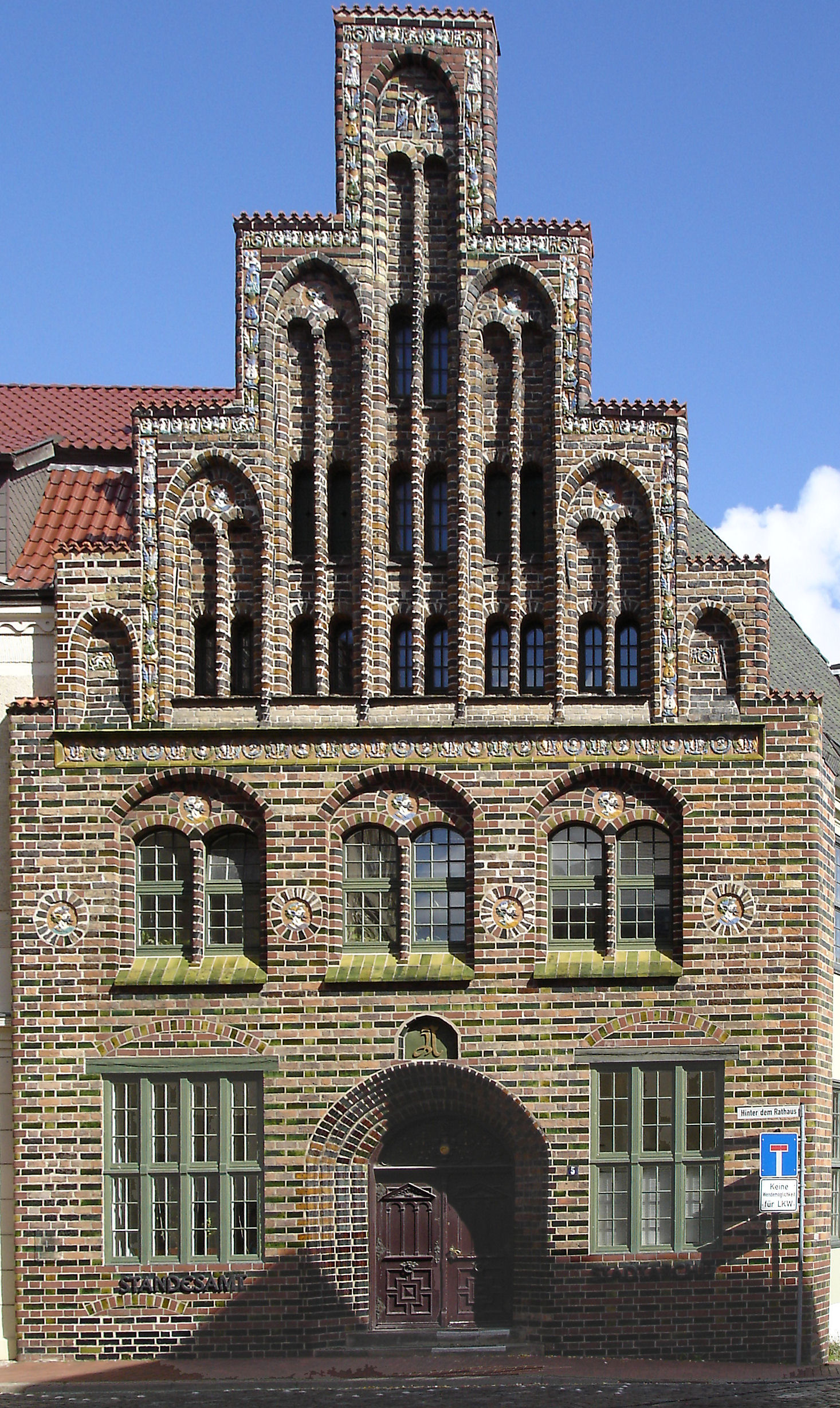
Дом Керкхоффов относится к наиболее известным фронтонным зданиям с прилегающей пивоварней. В XV и XVI веках пять поколений патрицианской семьи Керкхофф заседали в городском совете и занимали пост бургомистра. Здание построено в 1470 году в стиле кирпичной готики и в XVI веке обзавелось ренессансным фасадом

### Поздний расцвет ганзейского Ростока в 1600-е годы
Около 14 тысяч человек населения, почти 800 фронтонных домов (домов с двускатной крышей) и 250—300 пивоварен в конце XVI века превосходили все возможные представления Средневековья о зажиточности. Многочисленные дворянские семейства Мекленбурга имели резиденции в Ростоке или вообще проживали в городе и становились членами городского совета и бургомистрами. Росток, чья экономика полностью зависела от морской торговли и пивоварения, привлекал многочисленных переселенцев из всей Северной Германии. Особым уважением пользовались университетские профессора, но также рос вес граждан, обучавшихся в университете. Большую роль наряду с бургомистром играл синдик, имевший юридическое образование.
Бедные слои населения проживали в более чем тысяче лачуг, построенных фахверками или из досок, самые нижние социальные слои ютились в многочисленных подвалах. Социальные различия наблюдались и между городскими районами: больше всего каменных домов было в центральной части, за ней следовал Новый город, в Старом городе строились в основном лачуги. Внутри городских районов наиболее престижное жильё находилось у рыночных площадей, а на периферии жили более бедные слои населения.
Духовный и политический центр образовывала ось между Ростокской ратушей и Новой Рыночной площадью, а также Ростокским университетом на Хмелевой (ныне Университетской) площади, которые соединяла между собой Крёпелинская улица. Церковь Святой Марии и церковь Святого Якова находились недалеко от обеих площадей.

### Тридцатилетняя война
Во время Тридцатилетней войны (1618—1648), приведшей к концу Ганзы, Росток был осаждён, но пострадал гораздо меньше, чем другие мекленбургские города и сёла. Сначала война не затронула Мекленбург, который был ввергнут в новую пучину распрей между братьями-герцогами Адольфом Фридрихом I и Иоганном Альбрехтом II, поделившими в 1621 году Мекленбург на герцогства Мекленбург-Шверин и Мекленбург-Гюстров. Со вступлением в войну Дании война коснулась и Северной Германии, а поскольку экспорт пива в основном приходился на Скандинавию, город нёс большие потери. В 1627 году военные действия достигли Мекленбурга, и Росток не мог больше сохранять нейтралитет. До 1628 года богатому городу, в 1624 году укреплённому, удавалось откупаться от захвата имперскими войсками за рекордную сумму в 140 тысяч рейхсталеров, но когда в январе после смещения обоих герцогов Валленштейн за свои заслуги получил от императора Фердинанда II герцогство Мекленбург и Шверинское княжество-епископство, а также титул «генерала Балтийского и океанского морей», он известным средством — блокадой Варнемюнде — поставил Росток на колени.

Росток во времена Тридцатилетней войны

Как и прежде, столкнувшись с угрозой военных действий, городской совет достаточно быстро проявлял готовность пойти на уступки, а граждане с 1625 года были решительно настроены на военную защиту. В конце концов городскому совету удалось договориться о достаточно мягких условиях капитуляции. Росток был оккупирован войсками численностью в одну тысячу человек и стал гарнизоном Валленштейна, в Варнемюнде были возведены земляные укрепления для защиты порта. Тем самым Мекленбург оказался полностью в руках Валленштейна, и для города на время наступили спокойные времена. Поскольку Валленштейн старался отвести как можно дальше последствия войны от своего герцогства, Росток даже оказался в выигрыше от такой ситуации. Когда в июле 1630 года Густав II Адольф высадился в Померании, ситуация для Ростока обострилась. Катастрофы, как казалось, уже было не избежать после того, как 1 февраля 1631 года юрист Якоб Вармейер убил имперского коменданта города, но профессору теологии и ректору университета Иоганну Квисторпу дипломатическими ловкостями удалось предотвратить месть военных.

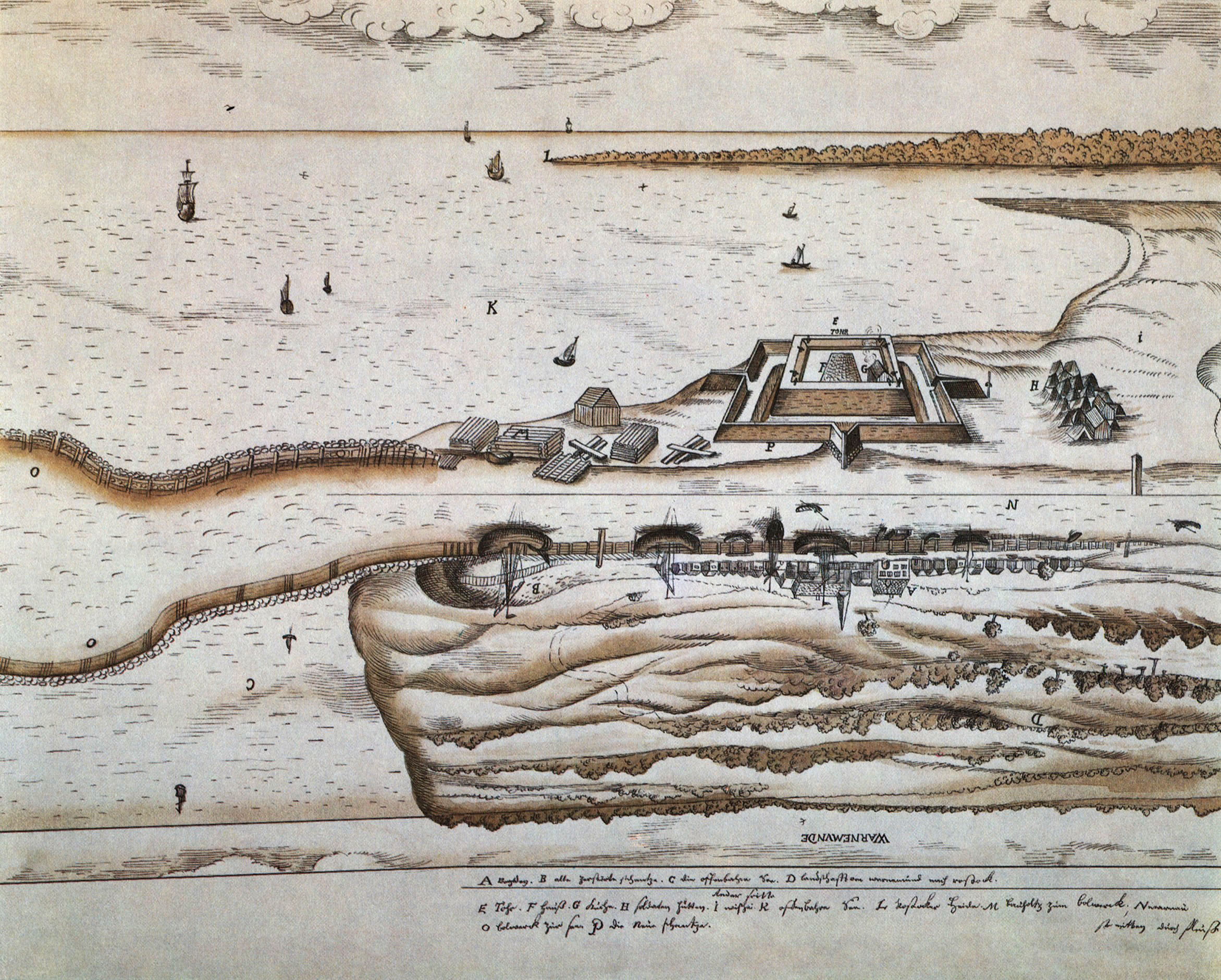
Земляные укрепления в Варнемюнде

16 октября 1631 года осада Ростока имперскими войсками завершилась и наступили «шведские времена». Густав Адольф вернул на трон старых мекленбургских герцогов. Эта смена власти прошла для Ростока без особых последствий, а университет в эти беспокойные времена даже переживал период расцвета. В то время как беззащитная мекленбургская земля подвергалась насилию и разграблению военными, Росток предоставлял беженцам защиту за своими городскими стенами. Но объём морской торговли Ростока резко сократился. Сильнее всего ударил по Ростоку таможенный сбор в Варнемюнде, введённый шведами и утверждённый мекленбургскими герцогами.
Перелом обозначило сокрушительное поражение Швеции в битве при Нёрдлингене. Имперские войска одерживали победы одну за другой, и 30 мая 1635 года был заключён Пражский мир. Впоследствии Мекленбургу удалось выйти из союза, что отрицательно сказалось на положении Ростока в 1635-38 годах. Переговоры о таможенном сборе в Варнемюнде поначалу были приостановлены, но затем сбор был удвоен, чтобы получить от Ростока дополнительные средства. В 1637-38 годах шведы в Мекленбурге были вынуждены отступить в сторону Померании перед имперским генералом Матиасом Галласом. Ростокцы обращались с прошениями захватить земляные укрепления и передать их им для уничтожения как к полководцу, так и к императору, взявшему город под свою защиту. Укрепления были захвачены 11 марта 1638 года саксонцами под предводительством графа Вицхума, лишившегося при этом жизни. От этого положение Ростока лишь ухудшилось ещё больше. Потеряв Варнемюнде, шведы подняли таможенный сбор с кораблей, стоявших у Варнемюнде. В земляных укреплениях теперь находился имперский комендант, требовавший оплаты собственной пошлины. Лишь после вмешательства датчан при короле Кристиане IV, когда у устья Варнова встали датские корабли, препятствовавшие сбору любой платы, шведы удалились и таможенный сбор был временно отменён.
Имперским войскам удалось отбить попытку шведов вернуть себе земляные укрепления в Варнемюнде в ночь с 20 на 21 октября 1638 года. Ростокцы приступили к сравниванию укреплений с землёй, чтобы шведам было сложнее закрепиться в следующий раз, но те вновь заняли укрепления 26 октября. Укрепления были восстановлены и усилены, а сбор стал взиматься в прежнем размере. Шведы покинули Варнемюнде лишь в 1648 году, после окончания Тридцатилетней войны, но тем не менее продолжали взимать таможенный сбор.

### Упадок и пожар 1677 года

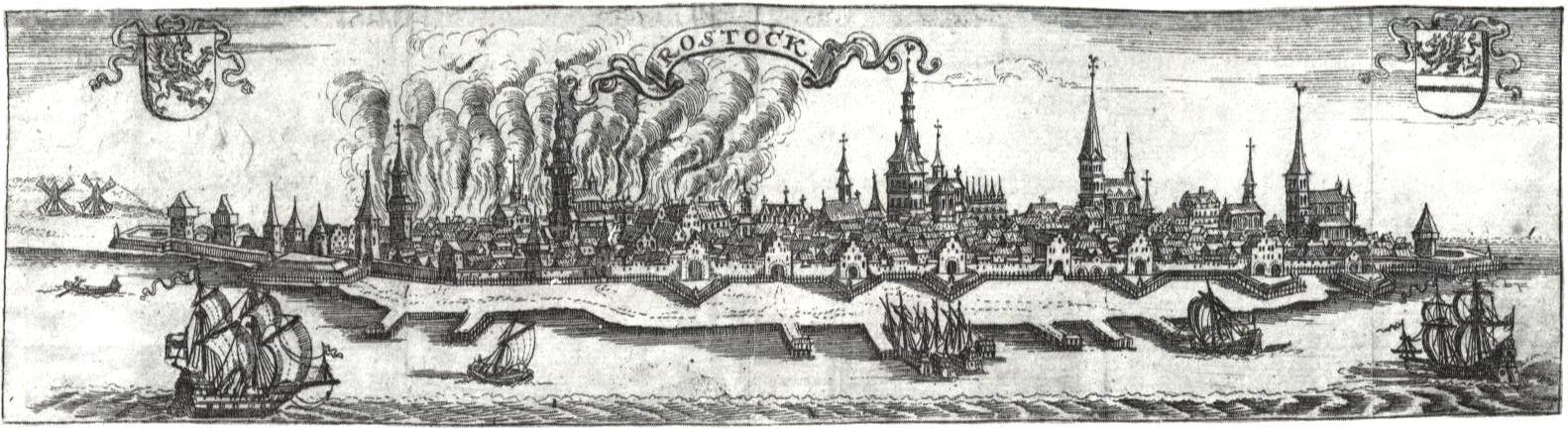
Пожар в Ростоке в 1677 году. Гравюра 1678 года

По сравнению с Штральзундом, Висмаром и Грейфсвальдом, отошедшими по Вестфальскому миру 1648 года Швеции, условия торговли со Скандинавией у Ростока оказались хуже. Шведская таможня, сатисфакционные платежи Мекленбурга шведской короне и распад ганзейской торговой сети (съезд Ганзы в 1669 году был последним) тяжело ударили по Ростоку, но не разорили окончательно.
В этот период стагнации произошла внезапная катастрофа, имевшая долгосрочные последствия: 11 августа 1677 года в одной из пекарен Старого города начался разрушительный пожар, который благодаря ветру держался два дня, пока не начался дождь. Почти весь Старый город и значительная северная часть городского центра стали жертвой огня. Всего была разрушена треть всех зданий города, около 700 домов и лачуг. Центр ростокского пивоварения, располагавшийся на улицах, ведущих к порту, был разрушен. Количество пивоварен сократилось вдвое: с 200 до 100. Население города сократилось с 14 тысяч, проживавших в Ростоке в конце XVI века, до 5 тысяч.

### Северная и Семилетняя войны

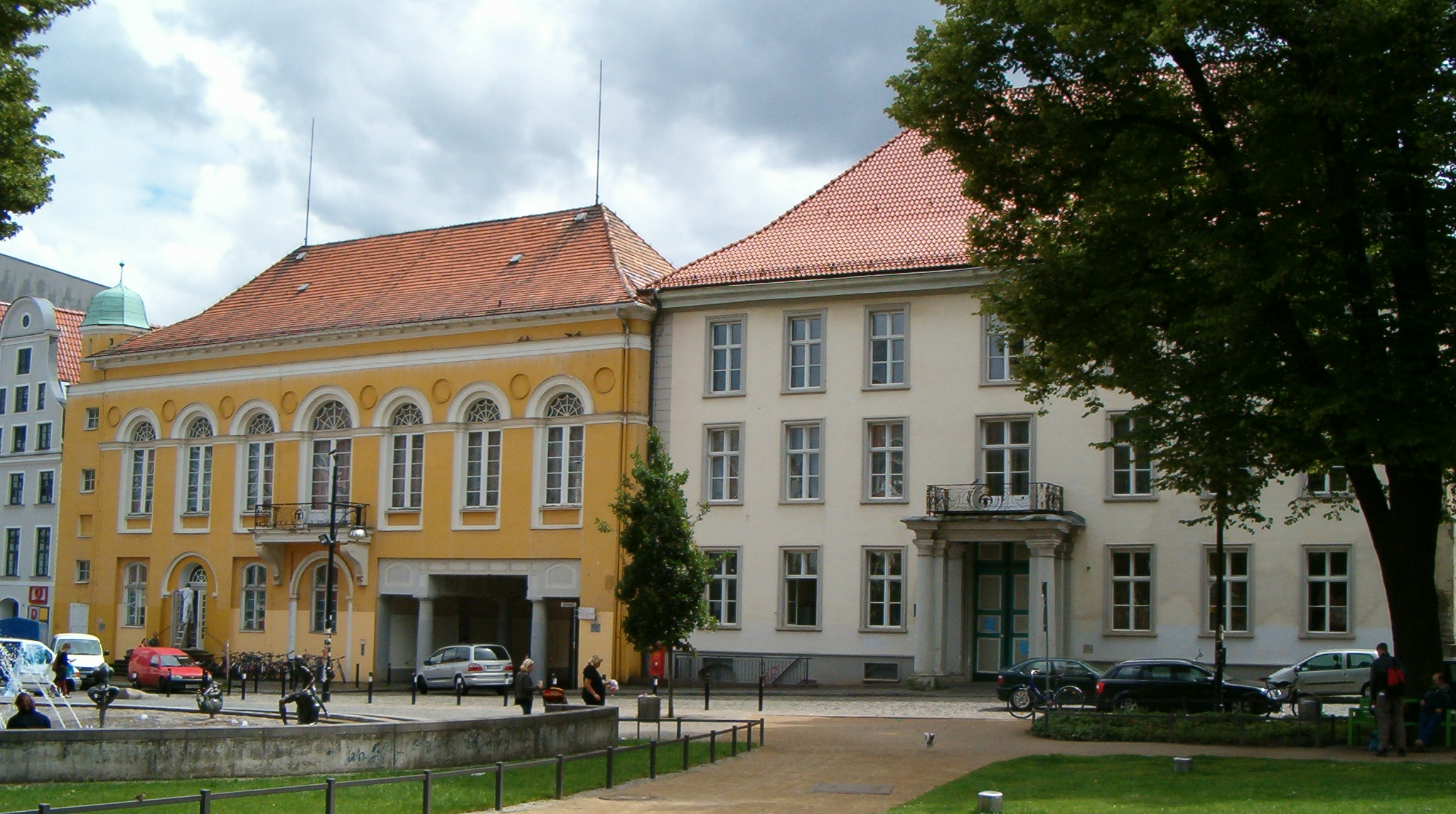
Дворец (справа) и барочный зал (слева) возводились на Университетской площади как княжеская резиденция

Карта Ростока. Рисунок И. М. Тарнова. 1780-90

Северная война 1700—1721 годов принесла с собой ухудшение торговых отношений и привела к разграблению датскими и шведскими войсками. Коснулась Ростока и Семилетняя война, когда город с 1758 по 1762 годы был оккупирован Бранденбургом. Абсолютистские князья воспользовались слабостью Ростока и в это время гарантировали себе власть с помощью ростокских наследных договоров 1755 и 1788 годов. С 1702 года Росток периодически служил резиденцией герцогов, но окончательно превратился в провинциальный мекленбургский город.
Университет стал утрачивать свою роль в XVIII веке и к тому же был вынужден конкурировать с существовавшим в 1760-89 годах герцогским университетом в соседнем Бютцове, основанном Фридрихом Мекленбург-Шверинским.
Лишь в конце XVIII века постепенно началось восстановление Ростока. Морская торговля вновь переживала расцвет за счёт перевозок зерна. Этому в первую очередь способствовала блокада Великобритании революционной Францией, когда ростокцам удалось выйти на британский рынок, покинутый французскими конкурентами. В облике города наконец-то были ликвидированы пустыри после пожара. Росток возрождался и в культурном плане: в 1786 году в городе появился театр, с 1711 года издавалась «Ростокская газета» (нем. Rostocker Zeitung), а в 1784 году учреждено общество, представлявшее интересы Просвещения.
Несмотря на подъём, 1790-е годы ознаменовались беспорядками, учинёнными ремесленниками в связи удорожанием продовольствия. Самые известные волнения октября 1800 года, сопровождавшиеся грабежами, получили название «Ростокская масляная война».

## XIX век

### Французская оккупация и Освободительные войны

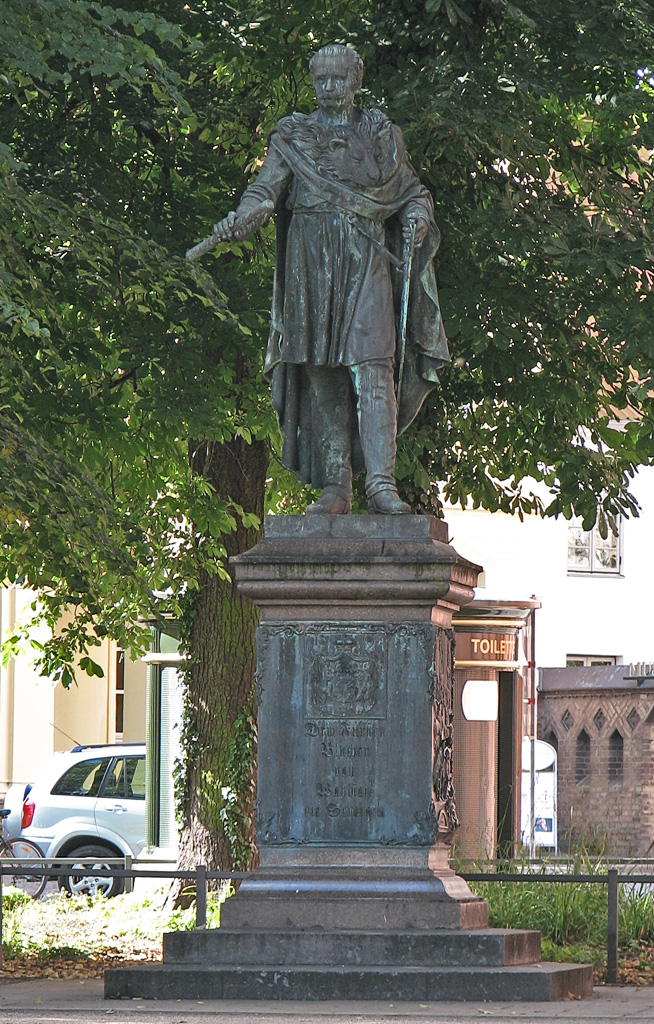
Памятник Блюхеру на Университетской площади в Ростоке. В работе над образом военачальника принимал участие И. В. Гёте

Изначально мекленбургские герцогства не принимали участия в коалиционных войнах против Франции, а лишь выплачивали Пруссии деньги за контингент. После битвы при Йене и Ауэрштедте в город потянулись сначала бежавшие прусские солдаты, а затем грабя и неся разрушения, по мекленбургской земле прошлась французская армия. 29 ноября 1806 года Мекленбург был оккупирован французским генералом Клодом Игнацем Франсуа Мишо, Росток был вынужден смириться с постоем войск, унижениями, запретами и выплатой контрибуций. Город, живший морской торговлей, особенно пострадал от континентальной блокады Англии. Лишь после вступления Мекленбурга в Рейнский союз 22 марта 1808 года французские оккупанты покинули герцогство и морская торговля стала восстанавливаться, хотя и только в рамках Балтийского бассейна. Но французы вернулись в Росток уже 17 августа 1810 года, за чем последовали ограничения публичной и частной жизни граждан Ростока. В 1812 году, отправляясь в русский поход, французы забрали с собой мекленбургских солдат численностью в две тысячи человек. После поражения Великой армии в России последние французские солдаты покинули гарнизон Ростока 26 марта 1813 года.
Мекленбургские герцогства первыми вышли из Рейнского союза 25 марта 1813 года и призвали своих подданных к оружию. Несколько сотен ростокцев вступили в регулярную армию Мекленбурга или в ополчение и участвовали в Освободительных войнах. Выдающиеся личностью эпохи Наполеоновских войн был уроженец ростокского района Тойтенвинкель прусский генерал-фельдмаршал Блюхер, сыгравший важную роль в битве при Ватерлоо, в которой Наполеон потерпел поражение.

### Бидермейер,Домартовский период, Революция 1848 года и Реставрация

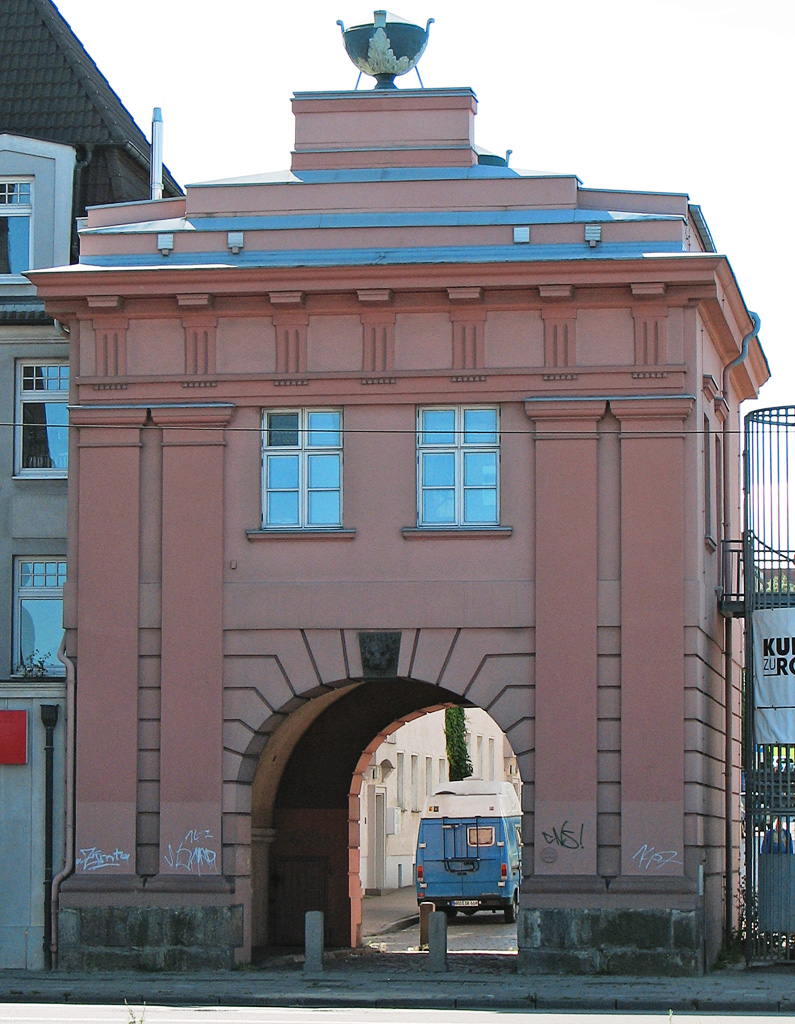
Монашьи ворота, ведущие к городскому порту, отстроенные заново в классицистском стиле

В XVIII—XIX веках Росток приобрёл славу солидного и зажиточного провинциального города, где любые нововведения внедрялись чрезвычайно медленно. Бюргерство самостоятельно организовывало общественную жизнь и основывало различные культурные общества. Помимо экономических достижений росту самосознания бюргерства способствовал ввод в 1845 году обязательного школьного образования.
Буржуазно-либеральная оппозиция Мартовской революции в Мекленбурге, выступавшая против помещиков-дворян, преобладавших на политической сцене, сплотилась вокруг редакции «Мекленбургских листков» (нем. Mecklenburgische Blätter), издававшихся в Ростоке с начала 1847 до начала 1848 года университетским профессором Карлом Тюрком. Рупором либералов стала также основанная в 1711 году «Ростокская газета». Обнищание, безработица и неурожаи породили волнения в низших слоях общества, которые в отличие от других немецких городов не подверглись радикализации в рабочих кружках до ноября 1848 года.
9 марта 1848 года тысяча граждан Ростока обсуждали в гостинице Sonne на Новой Рыночной площади либеральные требования демократизации существующей политической и экономической системы и приняли петицию, которая была повторена шестью днями позже в более резкой форме. 2 апреля в Гюстрове 173 делегата всех реформаторских объединений Мекленбурга назначили своим центральным комитетом ростокский комитет реформ. 26 апреля под давлением революционных сил в Шверине собрался внеочередной ландтаг, принявший решение о назначении выборов на 3 октября. 14 делегатов от Ростока присутствовали 31 октября на учредительном собрании нового ландтага. Делегатом от Ростока во Франкфуртском национальном собрании был Иоганн Фридрих Мартин Кирульф. В самом городе старая система городского совета также подверглась демократическим реформам. На выборах в городской совет 29 января 1849 года лучшие результаты показали четыре ремесленника, а уже за ними следовали адвокаты и купцы. Среди 48 депутатов городского сената впервые оказались три подмастерья и два рабочих. Спустя 30 месяцев великий герцог Мекленбург-Шверина всё-таки вернул старую систему сотни мужей, отменил местную конституцию, ввёл цензуру в печати и снял критически настроенных редакторов. Весной 1853 года 14 ростокских демократов были приговорены к длительным срокам тюремного заключения за государственную измену, среди них был Карл Тюрк, Юлиус и Мориц Виггерсы. До 1918 года политическая система в Мекленбурге считалась самой отсталой в Германии.

### Индустриализация
Объём морской торговли, движущей силы Ростока, продолжал возрастать в XIX веке. В середине XIX века Росток владел самым крупным торговым флотом в балтийском бассейне, а суда в его составе строились на местных верфях. Объём экспорта зерна в 1845 году достиг рекордной отметки в 50 тысяч тонн.
Но пустовавшая городская касса заставляла принимать решения о сносе старых комплексов зданий. Так, в первые десятилетия XIX века городским советом был одобрен снос массивной пятинефной церкви госпиталя Святого Креста и бывшего доминиканского монастыря Святого Иоанна. В 1830-е годы Росток впервые перешёл границы средневековой городской стены, поэтому большая часть городских укреплений была также разобрана. Стены и рвы эпохи Тридцатилетней войны сровняли с землей, на их месте появилась улица Вальштрассе (нем. Wallstraße). Почти все улицы были заасфальтированы и оснащены тротуарами, загородные шоссе были перестроены в магистральные дороги.
Росток был включён в сеть железных дорог Германии в 1850 году с вводом участка Бютцов — Клайнен, в 1859 году через Гюстров и Нойбранденбург было установлено сообщение на участке Штральзунд — Нойбранденбург — Берлин, а в 1870 году введена в строй ветка Гамбург — Штеттин. Успехи омрачали серьёзные потери, с которыми столкнулся ростокский порт.

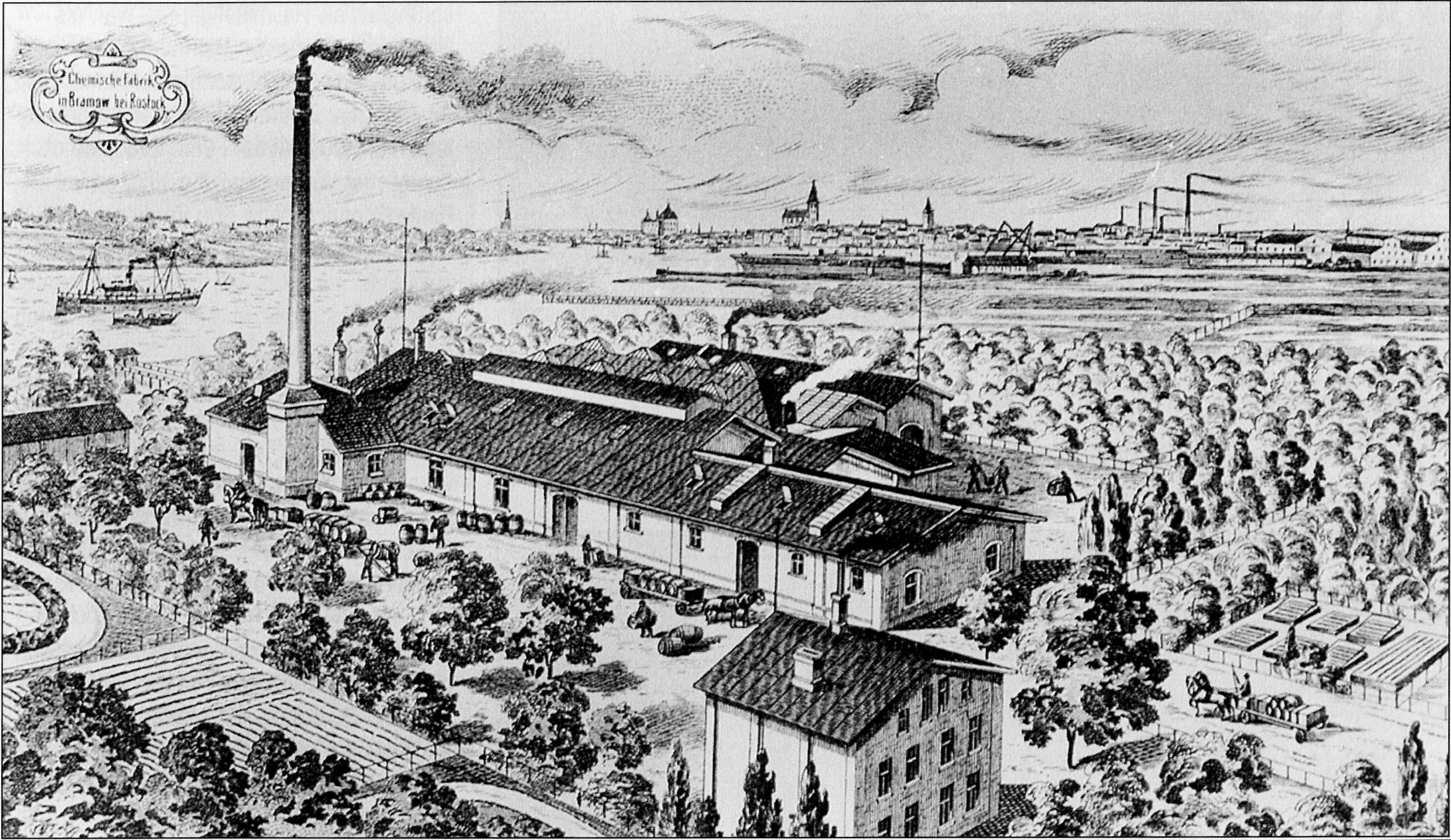
Химический завод Ф. Витте в Брамове под Ростоком (ок. 1890)

Обязательная цеховая система в значительной степени снижала эффективность экономики. Начало индустриальному производству положили табачные и сигарные дома города, внедрившие мануфактурную и раздаточную системы работы. Успешно работало винокуренное производство. Лишь во второй половине XIX века свобода предпринимательства и развернувшаяся индустриализация принесли городу свои плоды. Первый немецкий пароход был построен на верфи Вильгельма Цельца и Альбрехта Тишбейна. Это предприятие в 1890 году выросло в первое крупное промышленное производство Мекленбурга — акционерное общество «Нептун» — Судовая верфь и машиностроительный завод в Ростоке,, современная компания Neptun Werft GmbH. Также развивались такие отрасли экономики, как химическая промышленность, в первую очередь заводы Фридриха Витте, сельскохозяйственное машиностроение, строительство и сфера услуг.
В первые десятилетия XIX века Варнемюнде превратился в один из самых популярных морских курортов Германии. В 1834 году здесь открылись первые купальни, ещё раздельные для мужчин и женщин. Развитие курортной отрасли в Варнемюнде обусловили в первую очередь удобное железнодорожное сообщение с Берлином и паромным сообщением с датским Гедзером.

### Кайзеровская империя

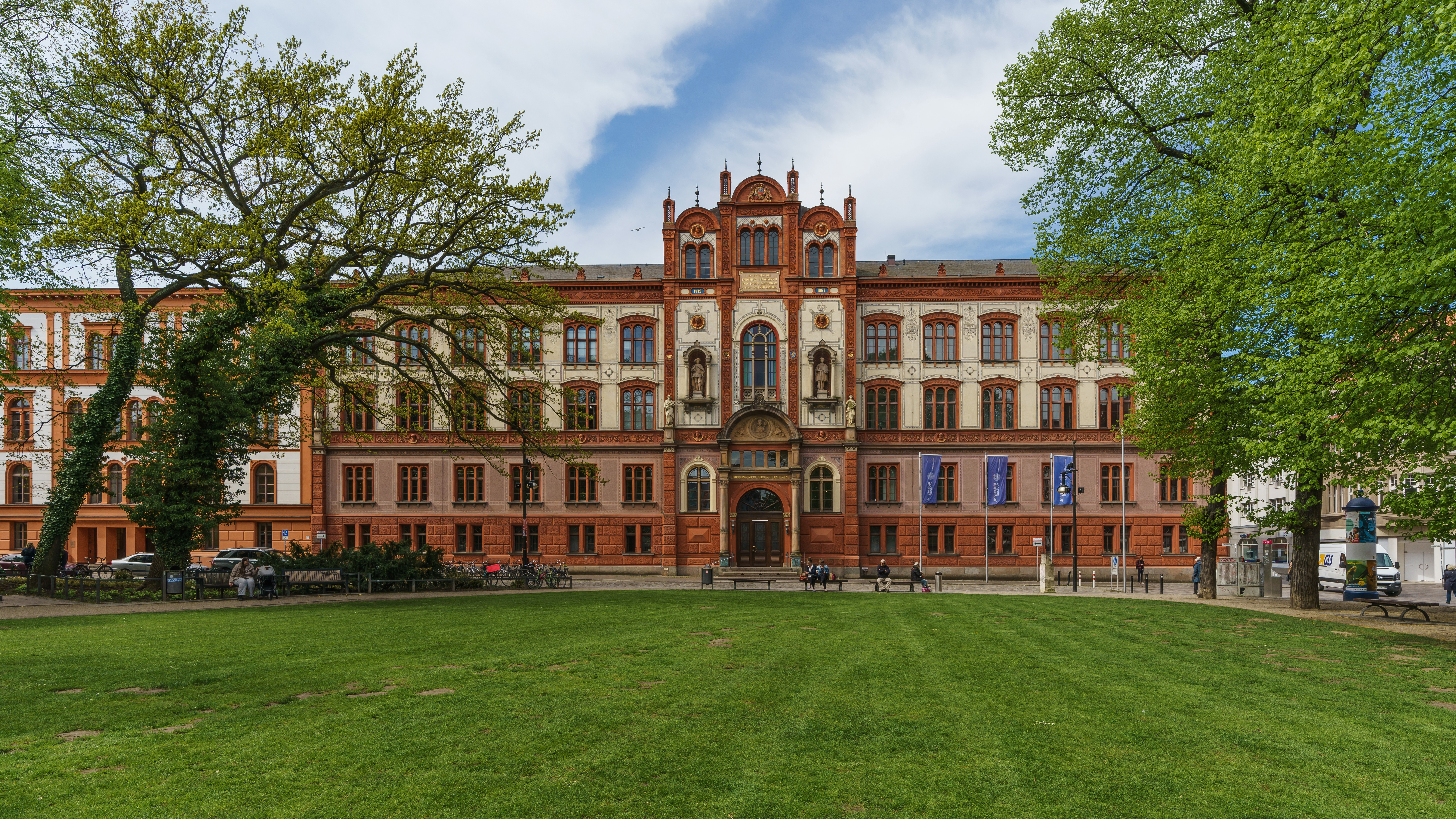
Главное здание Ростокского университета было построено в 1870 году в стиле неоренессанса

Оба великих мекленбургских герцогства 21 августа 1866 года вступили в Северогерманский союз, в 1869 году Мекленбург стал членом Германского таможенного союза. Росток и Висмар последними лишились своих прав чеканки монет. Перестало существовать и гражданство Ростока, впервые с 1350 года в городе было разрешено селиться евреям. После образования империи в 1871 году в Ростоке также наблюдались динамичные процессы грюндерской эпохи, однако в своём развитии Росток оказался позади большинства сравнимых с ним германских городов.

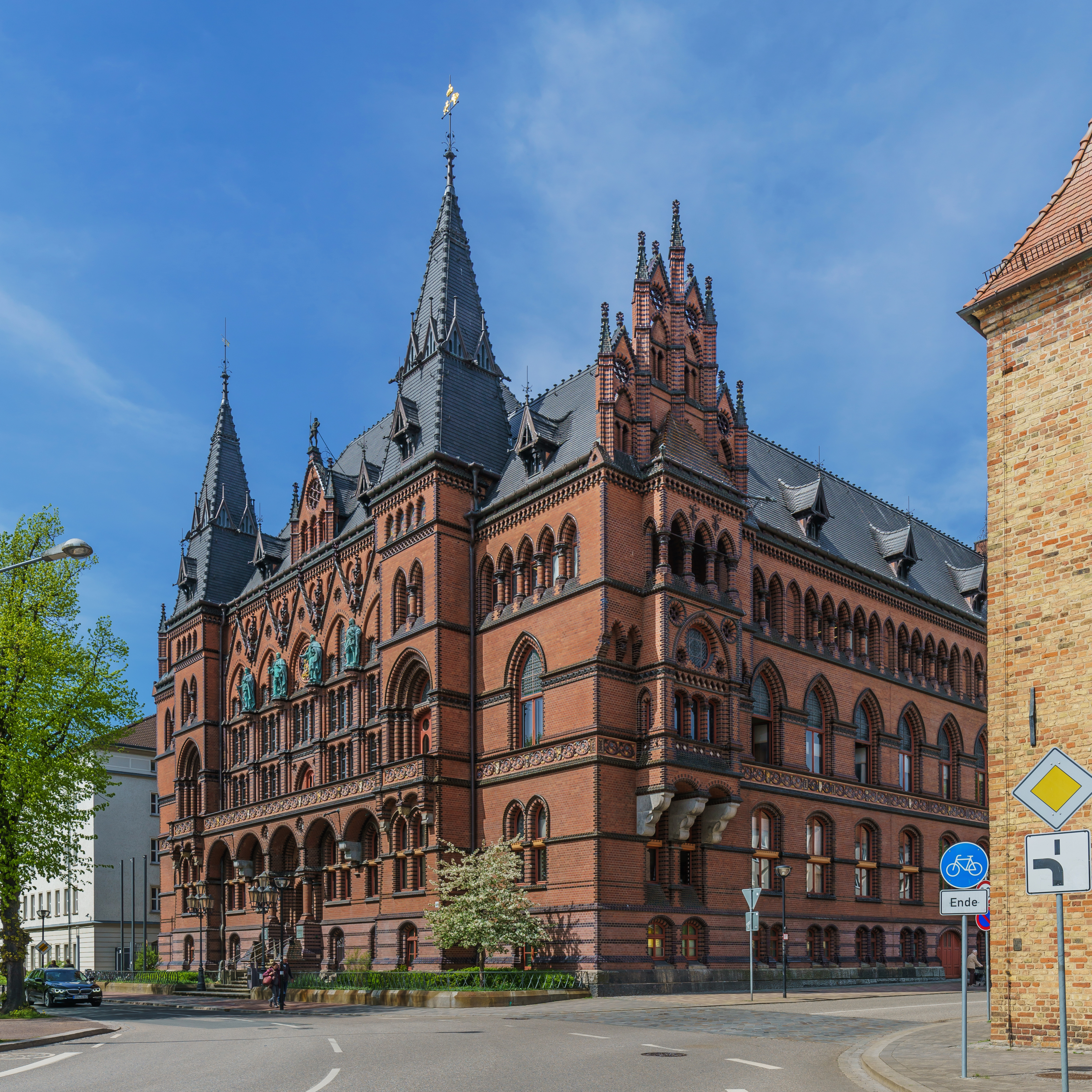
В торжественно открытом в 1893 году Доме сословий до 1918 года заседало мекленбургское сословное собрание. Ныне здесь размещается Верховный суд земли

Индустриализация обеспечила прирост населения города на одну тысячу человек в год. Если в 1806 году в городе проживало 12 756 человек, то в 1900 году это были уже 54 713 человек, и территория города увеличилась в западном и южном направлении. Планы застройки бессистемно росших предместий появились только в конце 1880-х годов. Впервые со времён Средневековья в западном предместье в 1905—1908 годах была возведена новая церковь — Святого Духа. Стремительное развитие экономики и рост населения потребовали всеобъемлющей модернизации инфраструктуры города во всех направлениях.
Городской совет по-прежнему избирался достаточно небольшой группой граждан. Мандат депутата рейхстага от Ростока и Бад-Доберана попеременно доставался представителям Национал-либеральной и Германской прогрессивной партий. В рабочей среде в 1872 году была создана ячейка Всеобщего германского рабочего союза, и социал-демократия набирала политический вес. В 1890 году впервые прошло празднование 1-го Мая, а в 1898—1906 и 1912 годах мандат депутата рейхстага по пятому избирательному округу Мекленбурга получал Йозеф Герцфельд. С 1892 года Социал-демократическая партия Германии обзавелась в Мекленбурге собственным печатным органом — «Мекленбургской народной газетой» (нем. Mecklenburgische Volkszeitung). «Ростокская газета» по-прежнему оставалась рупором либералов, «Ростокский вестник» (нем. Rostocker Anzeiger) выражал интересы буржуазных кругов и вскоре стал лидером средств массовой информации Мекленбурга.
Шло массовое формирование общественных объединений, активно участвовавших практически во всех сферах общественной жизни. Вопросами культуры занималось Ростокское художественное объединение (1841) и Объединение по охране ростокских древностей (1883). В большом количестве появлялись хоровые и спортивные объединения. На культурную жизнь города большое влияние оказывал театр, в составе которого работал музыкальный театр и оркестр.

## XX век

### Первая мировая война и Ноябрьская революция

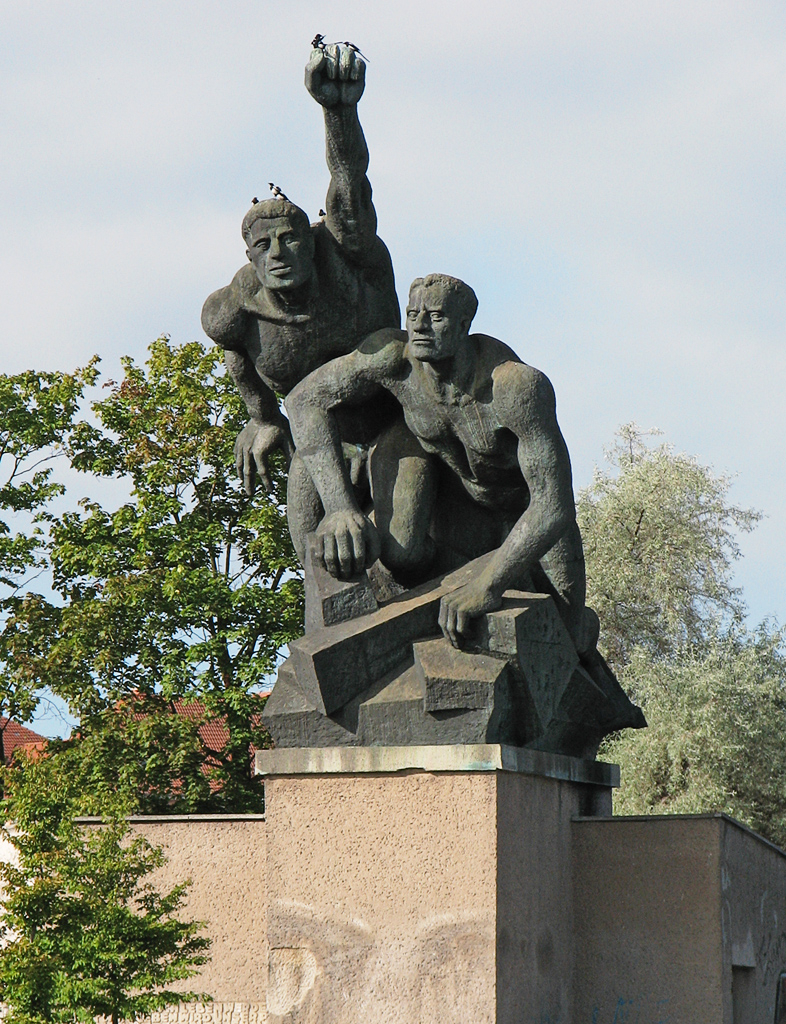
Мемориал революционным матросам в Кабутценхофе (возведён в 1977 году)

В Первую мировую войну сырьё и продукты питания большей частью отправлялись на фронт, поэтому с каждым днём росли нужда и лишения, последствиями дефицита были болезни, как, например, тиф. Вся территория к северу от железнодорожной линии Висмар — Росток — Рибниц была объявлена особой военной зоной, поэтому побывать в Варнемюнде можно было только со специальным пропуском. С 1917 года несмотря на угрожавшие гигантские штрафы начались беспорядки. В ноябре в накалившейся атмосфере в течение нескольких дней были основаны насчитывавшие зачастую сразу по несколько сотен человек местные ячейки Немецкой отечественной партии, Либерального союза, Прогрессивной народной партии, из которой годом позже вышла влиятельная Немецкая демократическая партия, и Независимой социал-демократической партии Германии, от которой позднее откололась Коммунистическая партия Германии. 30 января 1918 года во дворце профсоюзов «Филармония» состоялась первая женская манифестация за мир.
Через два дня после того, как 3 ноября 1918 года было подавлено Кильское восстание, торпедные катера под красными флагами с кильскими матросами на борту прибыли в Варнемюнде. Уже спустя один день 1500 матросов, пехотинцев и ополченцев избрали совет солдатских депутатов, о солидарности с которым заявили рабочие верфи «Нептун», завода по производству боеприпасов в Дольберге и другие предприятия, и 7 ноября был создан совет рабочих и солдатских депутатов. 14 ноября великий герцог Мекленбурга отрёкся от власти, и общественные здания Ростока украсили красные флаги. В Мекленбурге явно преобладало реформаторское крыло СДПГ, стремившееся установить парламентскую демократию и отвергавшее насилие. Радикальные силы НСДПГ и Союза Спартака, планировавшие продолжить Ноябрьскую революцию с помощью советской республики и классовой борьбы, не имели успеха. Преобразования в Германской империи и в новом Свободном государстве Мекленбург окончательно лишили города их политического суверенитета.

### Веймарская республика
Для эпохи Веймарской республики жизнь в Ростоке также характеризовалась экономическими кризисами, массовой безработицей, инфляцией и дроблением политических партий, демонстрациями и забастовками. Импульс экономическому развитию могли дать авиастроение в Варнемюнде, представленное двумя предприятиями, основанными в начале 1920-х годов, — заводом Эрнста Хейнкеля и Arado. Аэродром Хоэ-Дюне («Высокая дюна»), где под кодовым названием Seeflug GmbH работала авиашкола рейхсмарине, частная лётная школа и рейсы ночной почты Junkers Luftverkehr AG превратили Варнемюнде в центр авиаиндустрии.
Важным промышленным предприятием оставалась верфь «Нептун». В 1921 году количество пароходов снизилось до самого низкого показателя — 18 судов. 1933 arbeiteten 51,75 % der Berufstätigen im Bereich Handel und Verkehr. Обрабатывающая промышленность и порт полностью перешли на экспорт сельскохозяйственной продукции.
В целях решения жилищного вопроса предместье Крёпелинер-Тор («Крёпелинские ворота») было расширено, и у ворот города появилось пять новых районов: Гартенштадт, Штадтвайде, Ройтерсхаген, Бринкмансдорф и Брамов. К 1928 году добавились Ханзафиртель («Ганзейский квартал») и другие жилые кварталы.
Капповский путч 1920 года, который в Мекленбурге возглавил генерал-майор Пауль фон Леттов-Форбек, натолкнулся на противодействие рабочих партий, рабочей самообороны и всеобщей забастовки, поддержку которым оказала Немецкая демократическая партия. Начиная с кризисного 1923 года радикализировались как левый, так и правый политический спектр. С декабря 1922 года Немецкая националистическая свободная партия собрала в себе праворадикальные силы Мекленбурга, издававшие в Ростоке партийную газету «Мекленбургский пост» (нем. Mecklenburger Warte).
Замаскировавшись под национал-социалистическое объединение, 5 марта 1924 года в Ростоке была создана первая ячейка Национал-социалистической рабочей партии Мекленбурга. В тактических целях для выборов они сначала присоединились к Немецкой националистической свободной партии, а с начала 1925 года началось строительство самостоятельной партийной организации. В ноябре 1930 года в орган представительской власти города прошло 16 депутатов от НСДАП, и национал-социалисты стали второй по численности фракцией после СДПГ. В январе следующего года в состав городского совета был избран первый член НСДАП, а в октябре — второй.
На выборах в ландтаг в июне 1932 года город отдал за национал-социалистов 40,33 % голосов. Районный комитет НСДАП использовал средства пропаганды, главными событиями стали два предвыборных митинга, на которых с речами выступил Адольф Гитлер. В дальнейшем национал-социалисты агрессивно и демонстративно усилили своё присутствие на ростокских улицах. Вскоре последовали аресты и обыски для устрашения политических противников. Злоупотребления и самоуправство отмечались со стороны штурмовиков.

### При национал-социалистах
Накануне выборов в рейхстаг 1933 года 21 ростокский коммунист были взяты под «предупредительный» арест. Хотя в выборах могли участвовать все партии, наложенные запреты на печатные издания, обыски и запрет демонстраций и собраний в значительной степени ограничили возможности левых группировок. НСДАП заняла в Ростоке первое место, получив 35,5 % голосов, но получила большинство ростокских избирателей только в союзе с немецким национальным «Чёрно-бело-красным боевым фронтом» (20,3 %), чтобы сформировать национал-социалистический консервативный кабинет. На этих последних, хотя и уже несвободных выборах, СДПГ получила 30,8 % голосов, а КПГ — 8,7 %.
В процессе уравнивания земель и империи все мандаты КПГ были отменены, а городской сенат был переформирован на основе результатов последних выборов в рейхстаг. Несколько буржуазных партий бойкотировали предвыборную инсценировку при замещении предоставленных мандатов, а Немецкая народная партия и Христианско-социальная народная служба передали свои мандаты НСДАП, в новый состав городского совета вошли 15 депутатов от НСДАП, 12 — от СДПГ и 8 — от Чёрно-красно-белого боевого фронта.
На основании Закона о восстановлении профессионального чиновничества было проведено новое замещение 31 должностей политически надёжными лицами. Это в первую очередь коснулось пожарной охраны, где от службы было отстранено 14 чиновников, симпатизировавших СДПГ и КПГ. Из полиции было уволено пять чиновников. Поскольку в НСДАП ощущалась нехватка управленцев, количество уволенных возросло к ноябрю 1939 года до 39. По этой же причине поначалу не удалось сместить консервативного бургомистра д-ра Роберта Грабова, пока в апреле 1935 года на этот пост не был назначен Вальтер Фольгман. Одновременно согласно Положению о коммунах Германии было распущен городской сенат.
16 марта 1933 года под запрет попали все социал-демократические объединения Мекленбурга и близкие к ним учреждения и органы, спустя четыре дня было арестовано несколько функционеров. Аресты именитых деятелей профсоюзного движения последовали 2 мая 1933 года. После общегосударственного запрета СДПГ 22 июня 1933 года городской совет состоял исключительно из членов НСДАП. Организованное по всей Германии сожжение произведений буржуазно-гуманистических, марксистских и еврейских писателей в Ростоке было проведено 10 мая 1933 года на площади Фёгентайхплац. Перед университетом стоял так называемый позорный столб, к которому студенты прибили примеры «разлагающей» литературы.
Начало бойкоту евреев в Ростоке положили посты штурмовиков, расставленные ещё 30 марта 1933 года у еврейских магазинов, а на следующий день прошёл крупный митинг на Райфербане. Бойкот 57 магазинов, частных медицинских практик и адвокатских контор сопровождался запугиванием и насильственными действиями. В 1938 году преследование евреев приобрело новый масштаб. Повышение налоговых ставок и аннуляция регистрации предприятий в торговых реестрах вынудили еврейских владельцев предприятий закрыть их. Изгнание еврейских предпринимателей завершилось в середине 1939 года. В рамках «Польской акции» 28 октября 1938 года в Ростоке было арестовано и выслано в Польшу 37 евреев. В ходе развязанных национал-социалистами ноябрьских погромов 10 ноября 1938 года сгорела синагога на Аугустенштрассе. Её поджогу предшествовала волна насилия. Подразделения штурмовиков и эсэсовцев захватывали дома, квартиры и магазины, громили обстановку и терроризировали граждан-евреев. 64 еврея, арестованных гестаповцами, были отправлены в тюрьму Альтштрелиц, где для них были ужесточены условия пребывания. Поддержку переселению оставшихся евреев оказывал председатель еврейской общины Арнольд Бернхард из дохода от принудительной продажи земельного участка под синагогой.

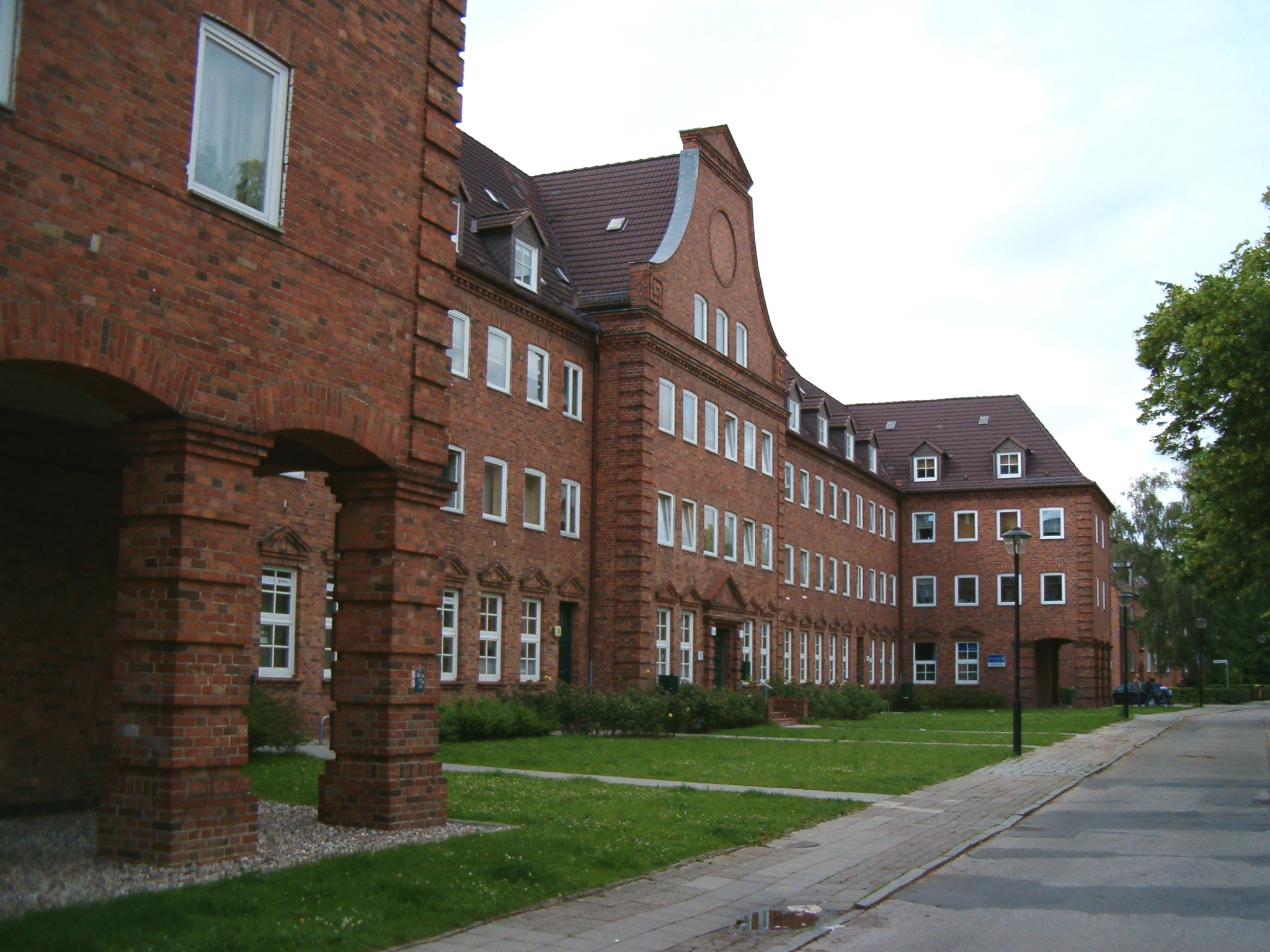
Венская площадь и прилегающие улицы были построены в конце 1930-х годов

К концу 1930-х годов условия жизни стабилизировались. Вооружение страны привело к значительному экономическому подъёму важных площадок оборонной промышленности — Ростока и Варнемюнде. Главный завод компании Хейнкель, торжественно открывшийся 3 декабря 1934 года, был рассчитан на 2100 рабочих мест, но уже в 1941 году там работало 15 тысяч рабочих и служащих, а численность персонала авиазавода Arado в Варнемюнде выросла со 100 в 1933 году до 3500 в 1937-38 годах. Верфь «Нептун», которой в 1933 году грозил снос и где тогда работало лишь 90 человек, насчитывала в 1938 году 1800 рабочих мест.
В 1935 году численность населения Ростока впервые превысила 100 тысяч человек, город причислялся к числу крупных городов Германии. В мае 1939 года в Ростоке проживало уже 121 192 человека. В ответ на столь гигантский прирост населения в городе были приняты меры по созданию новых рабочих мест в жилищном и городском строительстве. Город расширялся в первую очередь на запад, где также размещались заводы Хейнкеля. За городом появились посёлки Дирков и Ройтерсхаген.

### Вторая мировая война

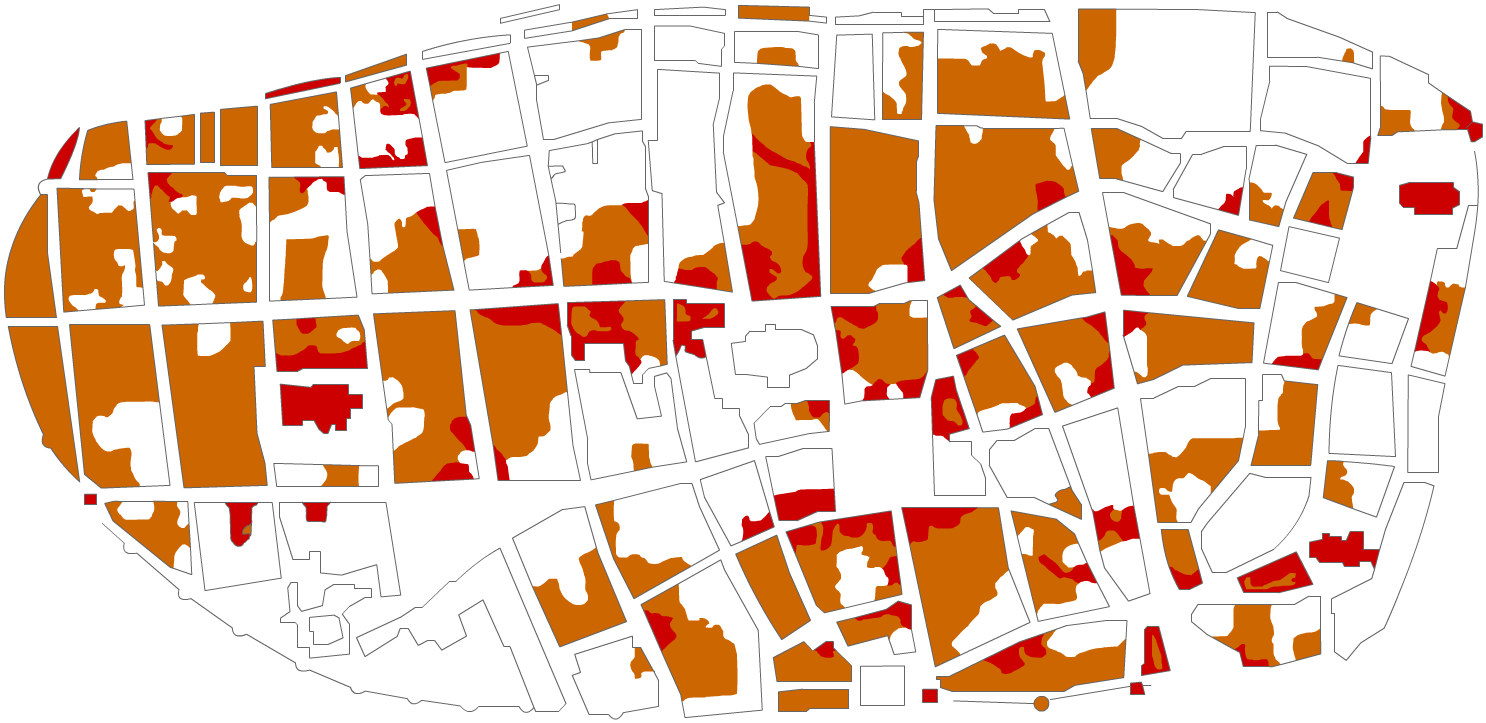
Разрушения в историческом центре после бомбардировок 1942 года

Нехватка рабочей силы на оборонительных предприятиях, вызванная призывом на военную службу, компенсировалась обязательными работами местного населения и принудительными работами иностранных рабочих и военнопленных, из которых в октябре 1943 года около 14 500 человек содержались в 19 лагерях в катастрофических условиях. Ещё хуже ситуация обстояла для около двух тысяч узников концентрационного лагеря Равенсбрюк, работавших на заводах Хейнкеля.

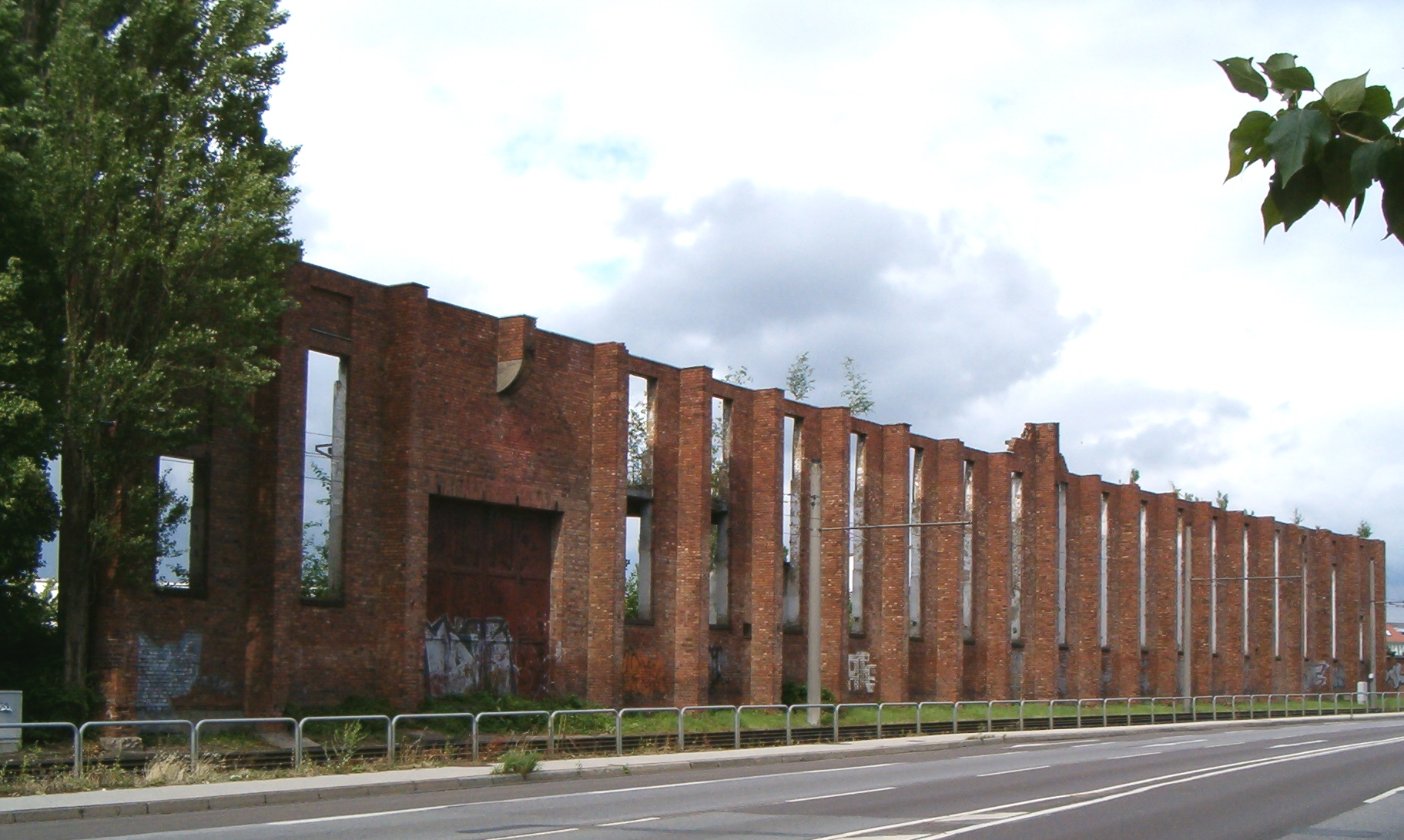
Руины авиазаводов Хейнкеля. Кирпичная стена без окон высотой в 10 м и длиной в 30 м с 1993 года является охраняемым памятником

Росток, центр оборонной промышленности нацистской Германии, ещё в 1940 году стал мишенью для авианалётов ВВС Великобритании. Особо тяжёлыми были ковровые бомбардировки зажигательными бомбами в ночь с 23 на 25 и с 26 на 27 апреля 1942 года, целью которых были не только оборонные предприятия, но и центр города. Заводы Хейнкеля и Arado и верфь, где строили подводные лодки, получили серьёзные повреждения. В средневековом центре города сгорели церковь Святого Николая, церковь Святого Якова и церковь Святого Петра, было утрачено практически полностью всё их убранство. От Каменных, Коровьих ворот и ворот Святого Петра остались лишь окружавшие стены. Административные здания, окружное управление, участковый и верховный суды, почтамт и телеграф, городской театр, две больницы, восемь школ и другие обслуживающие учреждения были разрушены или получили серьёзные повреждения. Целые улицы, в особенности, к северу и северо-востоку от Новой Рыночной площади до улицы Грубенштрассе были стёрты с лица земли. Только во время одного авианалёта в апреле 1942 года погиб 221 человек, 30-40 тысяч остались без крыши над головой. К этому времени Росток был самым разрушенным городом Германии. Сильно пострадал исторический центр. В конце войны из 10 535 жилых домов полностью было разрушено 2611 домов, повреждено 6735 домов. Это составляет 47,7 % жилого фонда и 42,2 % зданий коммерческого использования.
С противниками режима и войны обращались крайне жёстко: только в 1942 году из 78 особых судебных производств 19 завершилось смертным приговором. Смертной казни подвергался любой, кто поднимал бесхозные вещи, то есть «мародёрствовал». Из 70 евреев, проживавших в Ростоке до начала войны, уже не имевших возможности покинуть Германию, выжило 14 человек. Большинство из них в 1942 и 1943 годах были отправлены в концентрационные лагеря Освенцим и Терезиенштадт и там погибли.
Весной 1945 года Росток переполнили бежавшие солдаты вермахта и направлявшиеся на запад беженцы, а 1 мая 1945 года город был взят советскими войсками практически без боя. Многие ростокцы также бежали, все функционеры НСДАП покончили жизнь самоубийством, среди них были обер-бургомистр Вальтер Фольгман, его заместитель Роберт Грабов, глава районного комитета НСДАП Деттманн и шеф полиции д-р Зоммер.

### ГДР

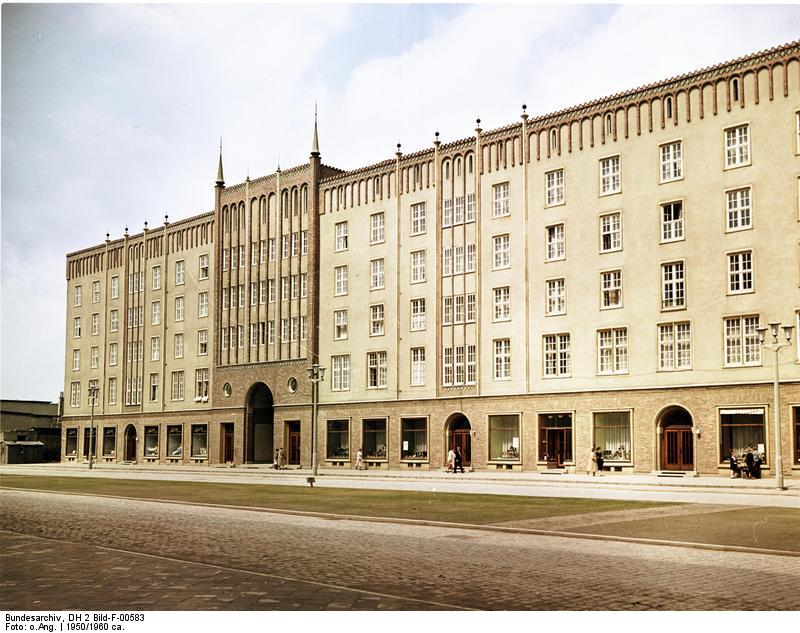
Улица Национального Становления (Длинная улица). 1953

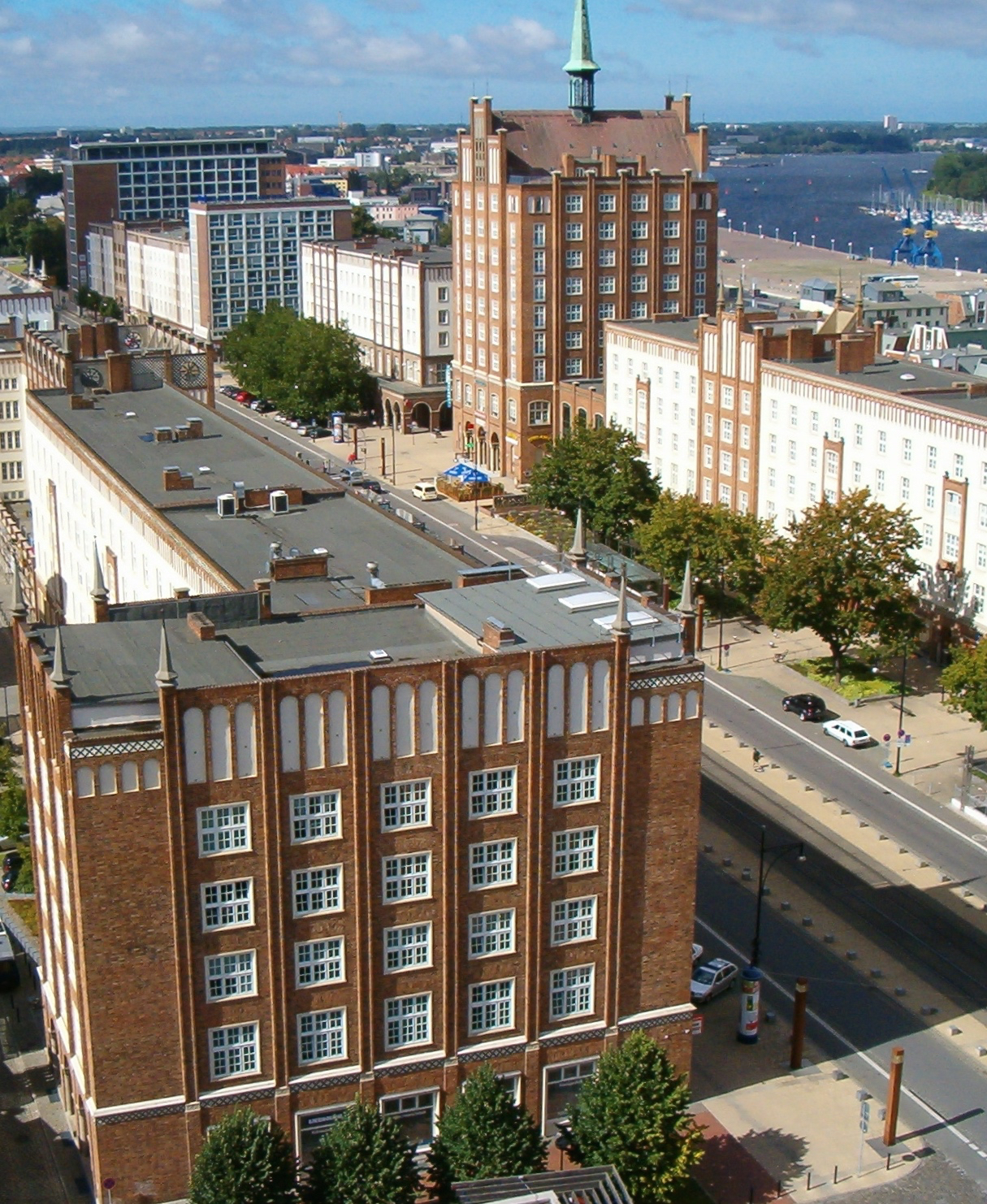
В 1950-е годы Длинная улица в центре Ростока стала именитым проектом послевоенного восстановления. Вид с башни церкви Святой Марии, на дальнем плане — городской порт и Нижний Варнов

К концу войны в городе проживало 69 тысяч человек. За счёт вернувшихся после окончания войны жителей и принятых городом переселенцев (33 тысячи в первые послевоенные годы), численность населения достигла довоенных показателей к 1950 году. Сильно разрушенные авиазаводы были вывезены в качестве репараций в Советский Союз. Верфь «Нептун» была восстановлена, в 1945-46 годах в Варнемюнде появилась Варновская верфь. Обе верфи поначалу выполняли исключительно репарационные заказы. Многие здания в городе, среди которых был и городской театр, уже не подлежали восстановлению, остальные, как, например, церковь Святого Якова и ворота Святого Петра, были снесены по идеологическим и градостроительным причинам. В 1949 году началось восстановление практически полностью разрушенного квартала между церковью Святой Марии и Грубенштрассе, при этом исторические фасады были реконструированы лишь частично.
Первые престижные проекты восстановления были воплощены после 1953 года, ими стали Длинная улица в центре и новый микрорайон в стиле социалистического классицизма в Ройтерсхагене.
На первых свободных выборах в советской зоне оккупации, выборах в местные органы власти 15 сентября 1946 года, СЕПГ получила 48,87 %, ЛДПГ — 27,7 %, ХДС — 20,5 % и женский комитет — 1,98 % голосов. Каковы были возможности коммунального самоуправления при главенствующей роли советской военной администрации и претензий коммунистов на власть, свидетельствует арест обер-бургомистра Ростока Альберта Шульца, который хотя и состоял в СЕПГ, но раньше был членом СДПГ и не принял принудительного объединения с КПГ. Идеологические и экономические репрессии — создание сельскохозяйственных производственных кооперативов или ударившая по Варнемюнде «Акция Роза» и массовое бегство граждан на Запад повлекли недовольство, вылившееся в Ростоке в забастовки и демонстрации рабочих 17 июня 1953 года.
С 1952 года в результате административной реформы Росток стал столицей округа. Престиж города постоянно повышался, например, с помощью проводившейся с 1955 года Недели Балтийского моря, которая стала крупным событием международного масштаба в ГДР наряду с Лейпцигской ярмаркой. Чтобы добиться успехов и в футболе, из небольшого саксонского местечка Лаутер в Росток был переведён местный футбольный клуб первой лиги, современный футбольный клуб Бундеслиги «Ганза».
В последующие годы город превратился в центр судостроения и судоходства ГДР, и во многом благодаря этому возросла роль Ростока в ГДР. Рядом с верфями в 1949 году появился завод по производству дизельных двигателей, в 1950 году — рыбный комбинат, а в 1952 году — «Ростокское немецкое морское пароходство» (нем. Deutsche Seereederei Rostock). По итогам войны и послевоенного раздела Германии в ГДР не оказалось крупных портов, как Гамбург или Щецин. Так в 1957—1960-е годы появился Ростокский порт. Высшая школа также последовала морскому направлению: в 1951 году в Ростокском университете открылось отделение судостроения, ставшее впоследствии техническим факультетом. Инженерная судостроительная школа в Варнемюнде была объединена с мореходной школой в Вустров.
Экономический подъём обеспечил Ростоку приток населения. К 1988 году численность населения превысила 250 тысяч человек. На северо-западе, северо-востоке и юге вырастали новые городские районы панельного жилья. Сначала жилые дома возводились на территориях, которые были отведены под жильё ещё в 1930-е годы. В 1959—1965 годах появились районы Ройтерсхаген на 9772 квартир и Зюдштадт на 7917 квартир. Затем были выделены площади, не граничившие непосредственно с центром города. На северо-западе, между застроенной городской территорией Ростока и Варнемюнде в 1965-74 годах появились жилые посёлки Люттен-Клайн на 10 631 квартир и Эферсхаген на 8732 квартир. Далее в 1974-76 годах был возведён район Лихтенхаген на 6925 квартир, в 1976-79 годах — Шмарль на 4908 квартир и Грос-Клайн на 8200 квартир в 1979-83 годах. Чтобы вернуть основное направление городского развития в центр Ростока, были застроены территории на северо-востоке города. В 1983—1989 годах появились посёлки Дирков на 7530 квартир и Тойтенвинкель на 6549 квартир. В целом за период промышленного строительства было возведено 54 тысячи квартир, в которых проживало более половины всех ростокцев.

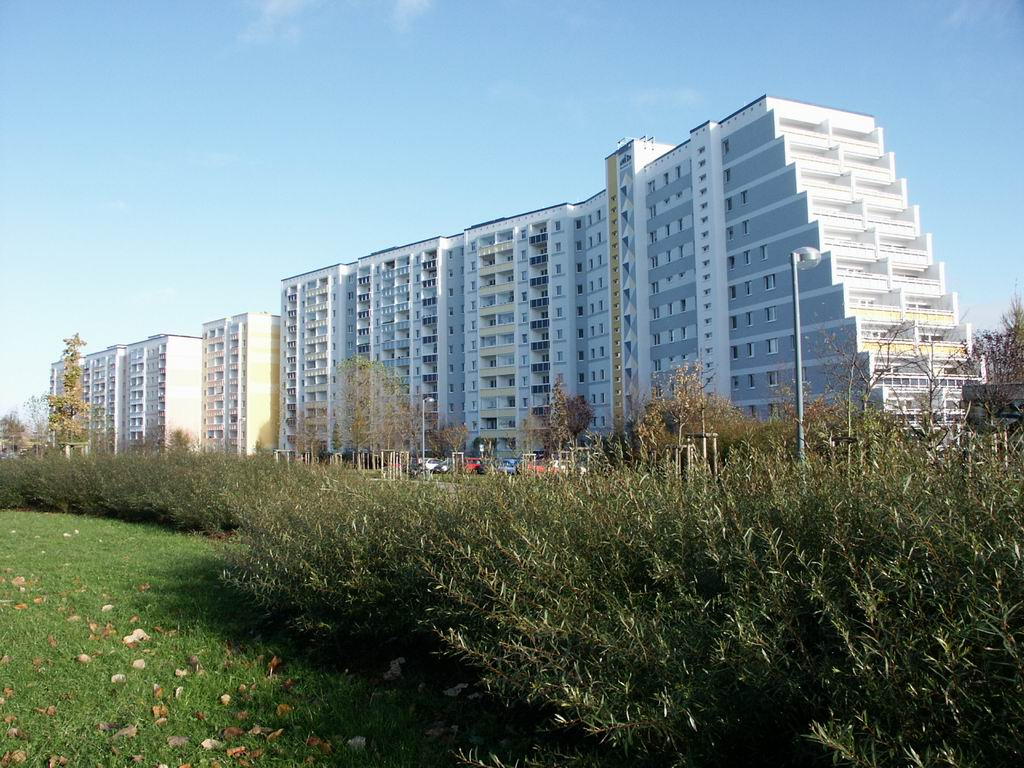
Жилой посёлок Росток-Эверсхаген

Тем не менее развитие инфраструктуры отставало, возможностей для проведения досуга и предприятий торговли было недостаточно. Старый фонд в центре города разрушался. После войны север Старого города был отремонтирован плохо и в 1980-е годы был практически полностью снесён для застройки панельными домами. Тем не менее в них были предусмотрены элементы типичной северогерманской архитектуры с двускатными крышами домов.
Недостаточное финансирование в Ростоке, как и в других городах ГДР, привело к заметному застою в экономике и дефициту в снабжении. Отсутствие политической свободы и возможностей повлиять на происходящее привели к росту недовольства. Но в отличие от юга Республики демонстрации 1989 года привлекли внимание общественности достаточно поздно. В период наступивших перемен 1989 года ростокские церкви стали местом сбора оппозиционных сил. Первая из регулярных демонстраций состоялась 19 октября. В конце ноября в Ростоке собрался круглый стол, призванный занять активную роль в политических переменах.

### Объединение Германии

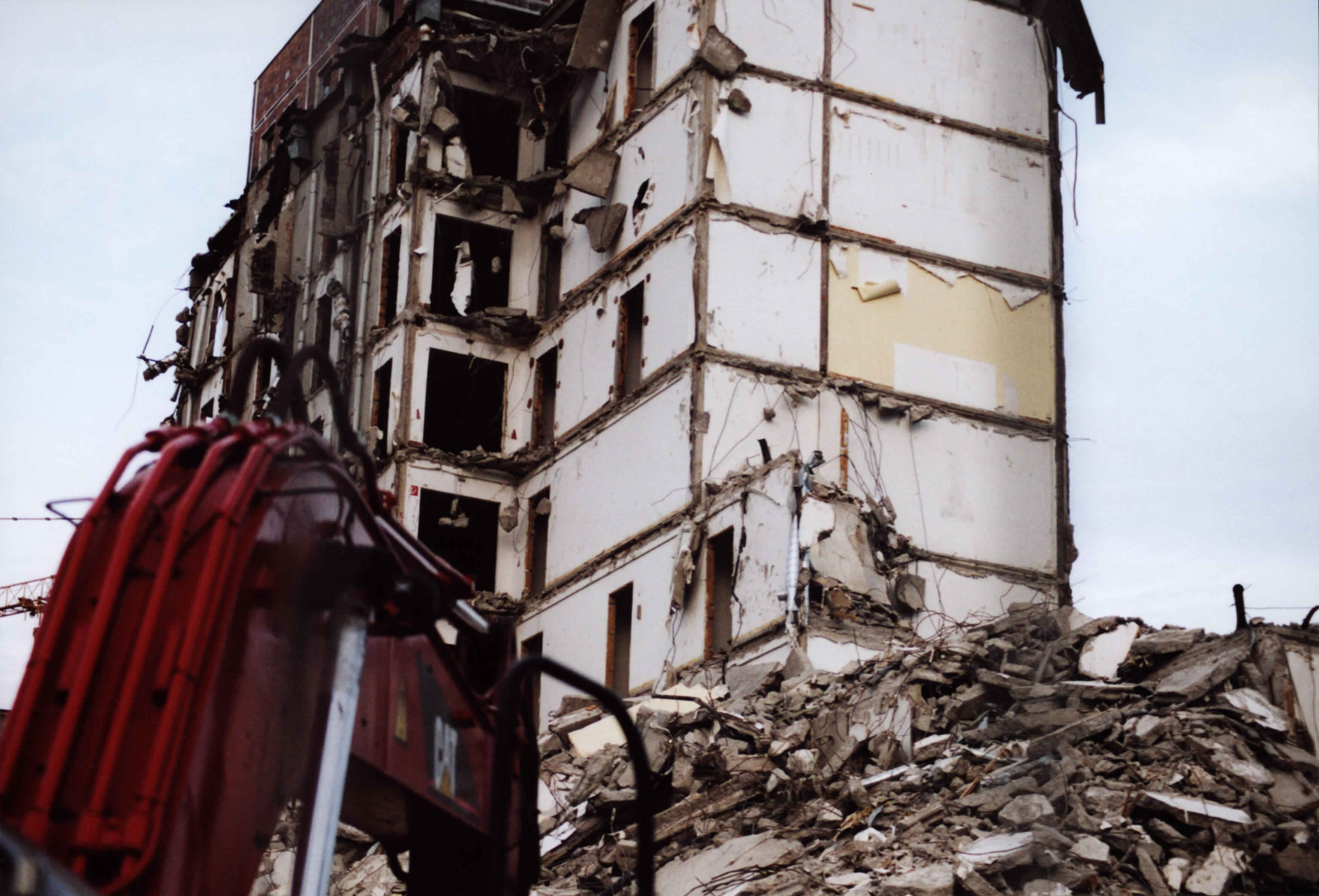
Снос панельных домов в 1990-е годы, на снимке — старого отеля «Варнов» в центре города

С изменением политической ситуации в 1989 году и объединением Германии в 1990 году в Ростоке также произошли важные перемены. Но сначала произошло резкое сокращение численности населения Ростока на 50 тысяч человек, и процесс оттока населения остановился только спустя 15 лет. Как и в регионе в целом, многие жители города лишились работы, а новые рабочие места не могли быть созданы достаточно быстро по причине отсутствия экономических структур.
Критической точкой стали эксцессы в отношении иностранцев в ростокском районе Лихтенхаген в августе 1992 года, которые ещё долгие годы негативно влияли на имидж города. Город выступил с ответной общественной инициативой под названием Bunt statt Braun («Цветные вместо коричневых»). Тогдашняя министр по делам молодежи Ангела Меркель встретилась с «представителями разочарованной молодежи» после ростокских погромов и позволила сфотографировать себя с собеседниками — молодыми людьми с бритыми черепами, демонстрирующими пряжки из униформы вермахта.
С 1990 года в городе ведётся обширное строительство: в историческом центре города на средства федеральной программы содействия градостроительству и программы защиты памятников городской архитектуры была проведена тщательная реконструкция. Были спасены здания, которым угрожало полное разрушение. Инфраструктура была обновлена. Важным символом обновления стал новый шпиц башни церкви Святого Петра, который город получил благодаря совместным усилиям федеральной власти, церкви и пожертвованиям ростокцев. Бережная реконструкция и снос объектов панельного домостроительства (прежде всего в районах Дирков, Тойтенвинкель, Эферсхаген, Грос-Клайн и Шмарль) производилась вместе с улучшением жилой среды в рамках программ «Повышение стоимости», «Реконструкция города — Восток» и «Социальный город» с целью противодействия простою жилья.

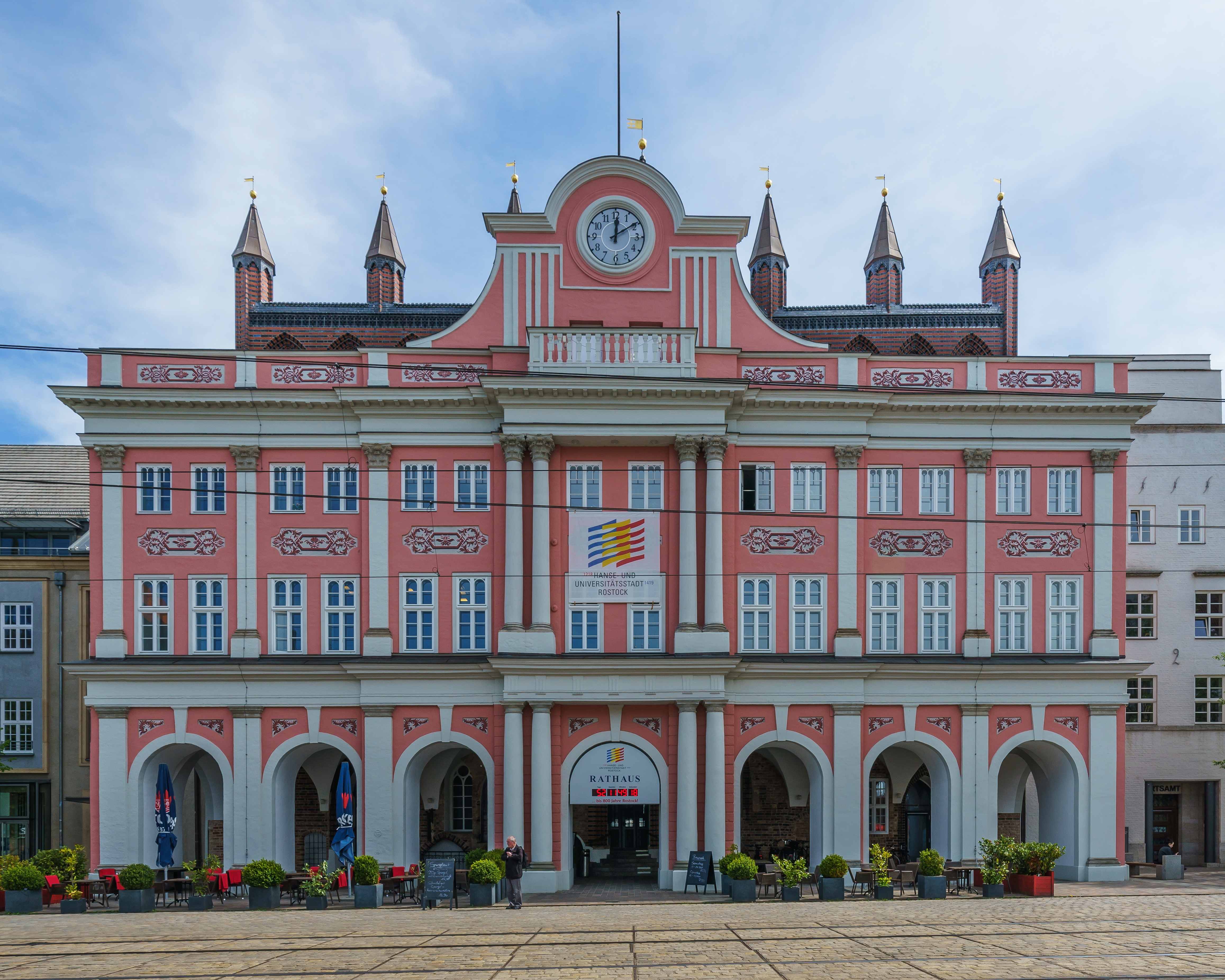
Готическая ратуша с барочным фасадом, место нахождения парламента и бургомистра

1990-е годы ознаменовались экономической консолидацией, но и эмоциональными политическими столкновениями земельного и федерального уровней по вопросу сокращения финансирования, в первую очередь, на образование и культуру. Так, Ростокский университет был вынужден закрыть традиционные факультеты. Город имеет большие долги и борется за административную автономию. Для этого в городе и администрации земли были проведены обширные структурные реформы, направленные на повышение эффективности. Этот процесс ещё не завершён.
Важную роль в процессе идентификации населения со своим городом играет крупный морской праздник Hanse Sail. Варнемюнде, важный центр парусного спорта, выступил вместе с Лейпцигом кандидатом на проведение летних Олимпийских игр 2012 года. В 2003 году в Ростоке проходила Международная садовая выставка IGA.

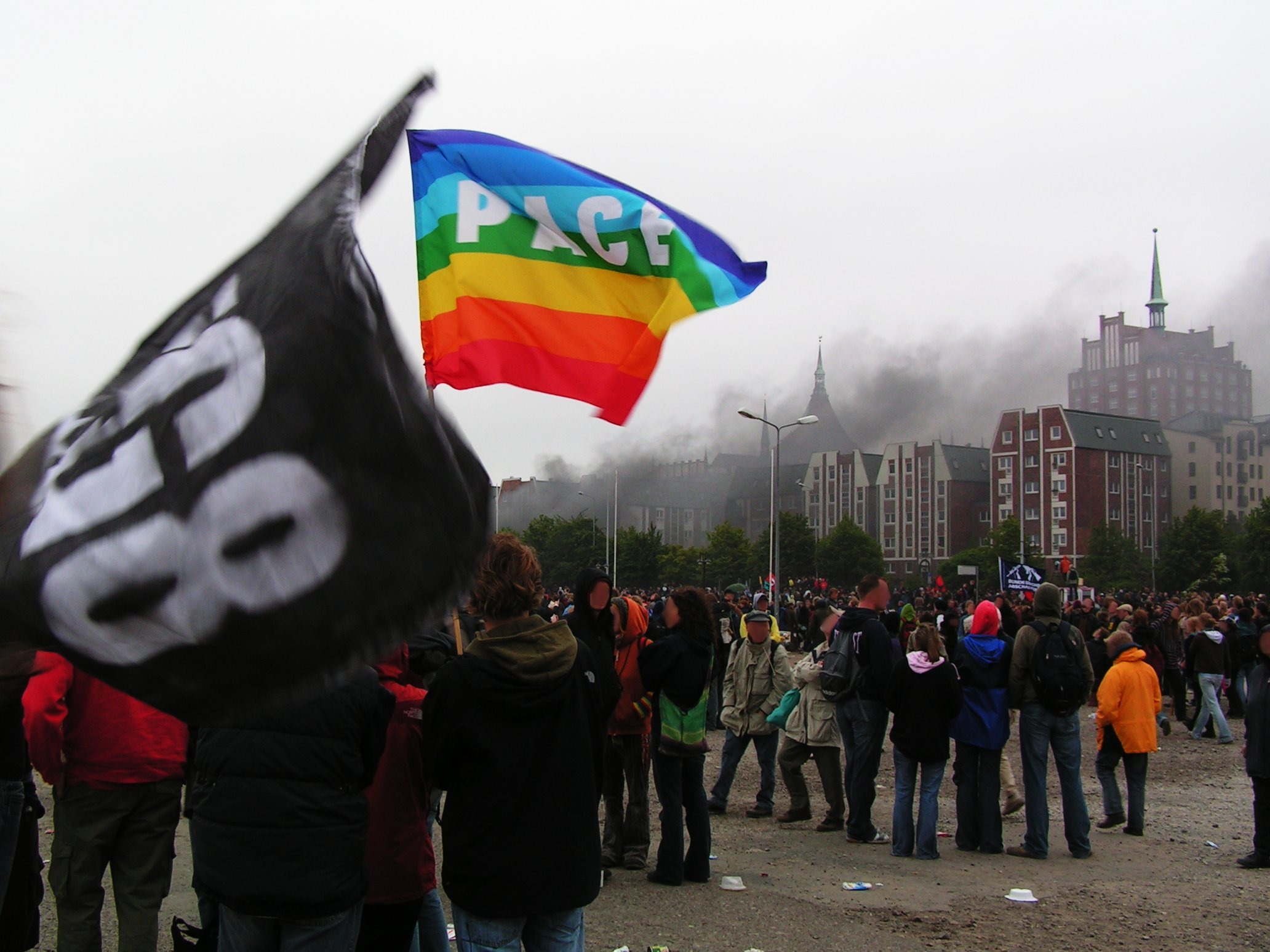
Столкновения между демонстрантами и полицией 2 июня 2007 года в ходе демонстрации в Ростокском городском порту против проведения саммита G8 в Хайлигендамме

Росток оказался в центре внимания международной общественности в начале июня 2007 года в связи с проведением саммита большой восьмёрки в Хайлигендамме, морском курорте к западу от Ростока. Большая часть сопровождавших саммит акций, как, например, альтернативный саммит и многочисленные демонстрации, проходила в Ростоке. Накануне первой демонстрации 2 июня произошли столкновения радикальных автономистов из Чёрного блока, когда по официальным данным было ранено около 1000 человек, преимущественно от ударов камнями и водомётов.